# Рідо (канал)
Канал Рідо (англ. Rideau Canal, фр. Canal Rideau) — канал, що сполучає Оттаву і Кінгстон. Це не тільки найстаріший постійно діючий канал в Північній Америці (відкритий в 1832 році), але й один з перших каналів світу, збудованих з розрахунку на парові судна. Канал був збудований на випадок війни з США і продовжує функціювати до наших днів з використанням багатьох початкових споруд.
Довжина каналу — 202 км. За нормального режиму роботи, канал може обслуговувати судна довжиною до 27,4 м, шириною до 7,9 м, висотою до 6,7 м. При проходженні суден глибиною занурення більше 1,2 м, потрібно попередньо звернутися в бюро каналу Рідо.

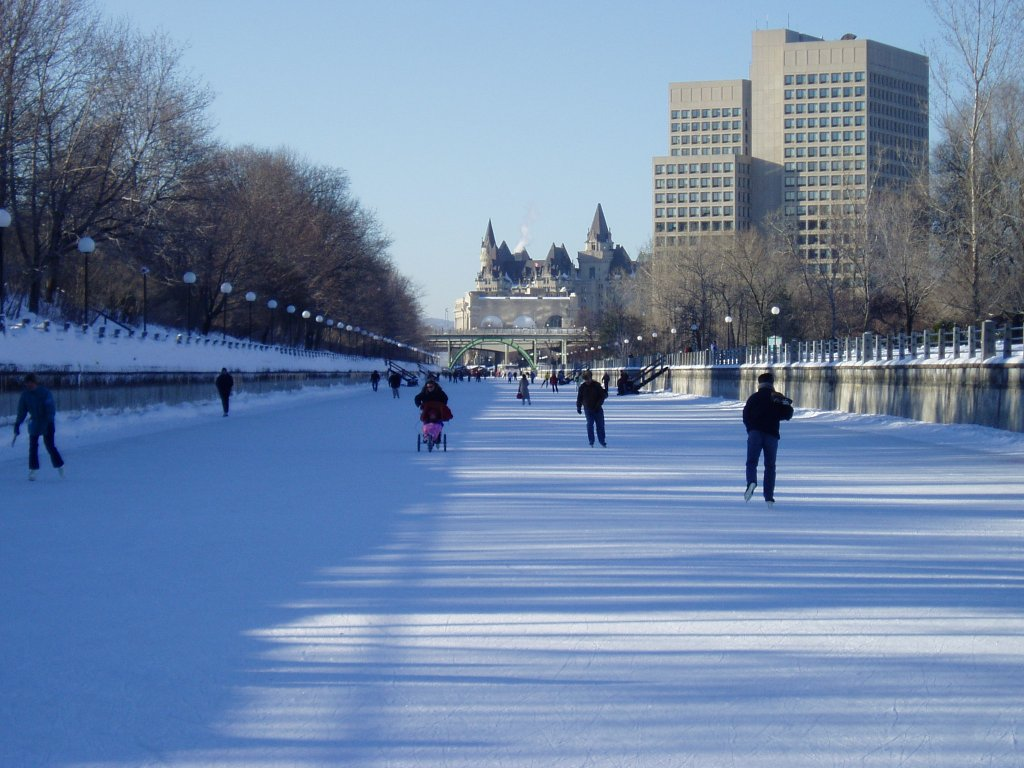
Ковзанка на каналі Рідо

Влітку використовується в туристичних цілях. Шлюзи на каналі відкриті з середини травня по середину жовтня.
Зимою на каналі Рідо в рамках щорічного фестивалю Вінтерлюд облаштовується гігантська ковзанка довжиною 7,8 км. Його площа дорівнює 900 хокейним полям. Протягом багатьох років ця ковзанка була найдовшою у світі і лише недавно поступилась ковзанці в Вінніпезі (Форкс).
У 2007 році канал включений до Список світової спадщини ЮНЕСКО. При цьому особливо звернено увагу на добре збереження первинних шлюзів та інших каналоутворюючих споруд. А ще набагато раніше, у 1925 році канал віднесений до національних історичних місць Канади, причому він став першим місцем з цим статусом в Оттаві.

## Історія

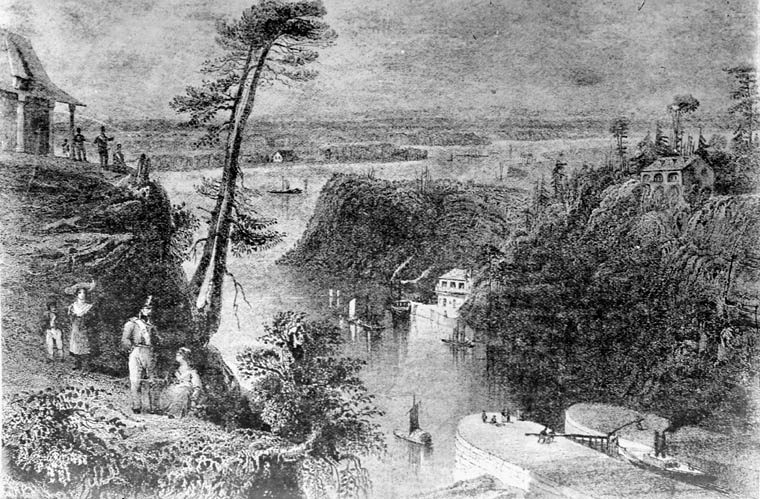
Гравюра «Канал Рідо. Шлюзи на Байтон.»

Будівництво каналу Рідо було превентивним заходом, розпочатим військовими після доповіді, що під час війни 1812 США мали намір вторгнутися до британської колонії Верхня Канада через річку Святого Лаврентія. Англійці побудували ряд інших каналів (Ґренвілл, Шут-а-Блондо і Карильйон вздовж річки Оттава) і форти Цитадель-Гілл (Форт Джордж), Цитадель-де-Квебек і Форт-Генрі, щоб перешкодити і стримати будь-яке майбутнє американське вторгнення на канадську територію.

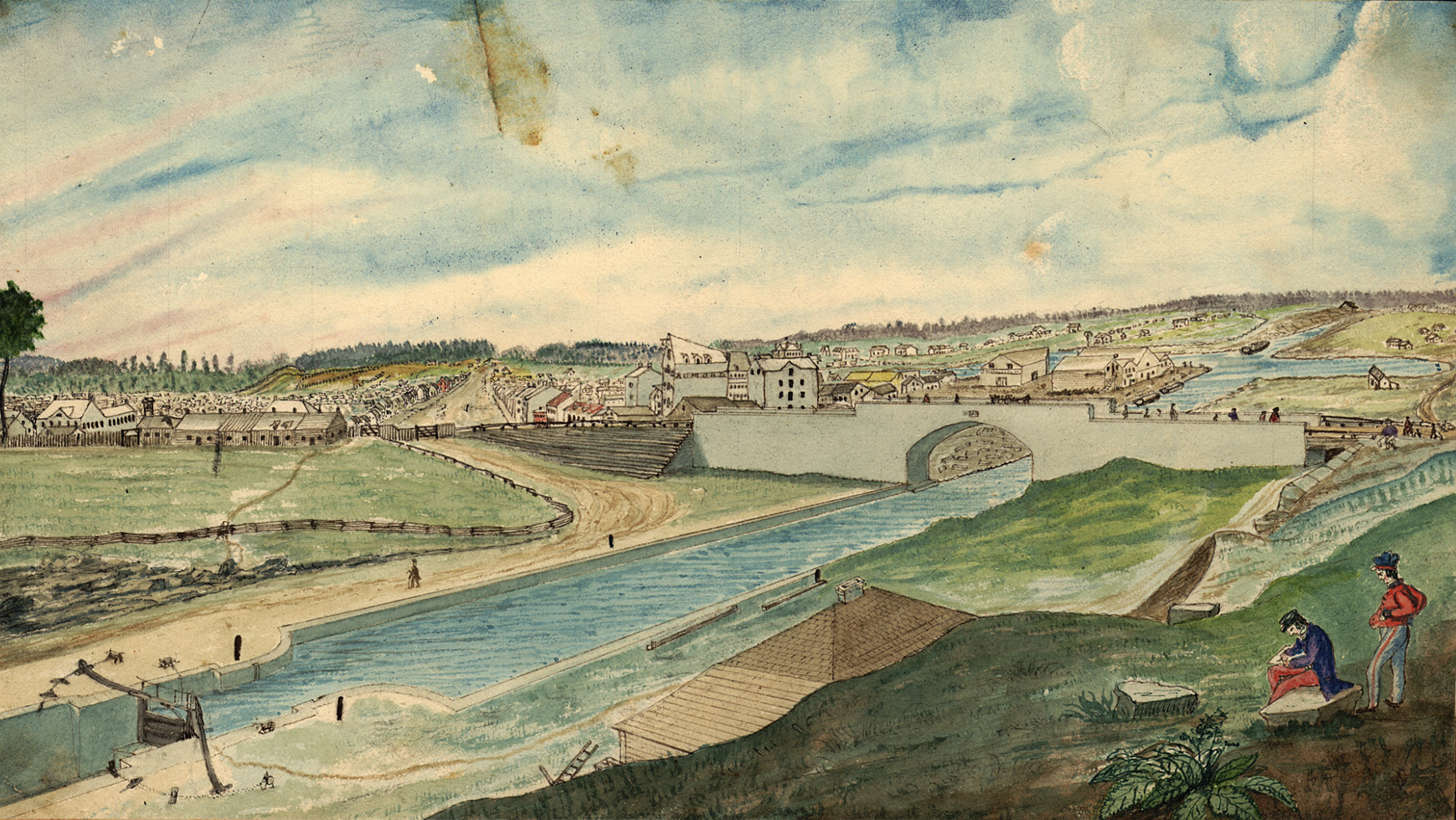
Зображення каналу та нижнього міста (Lower Town)
Томас Беррос, 1845 рік.

Спочатку канал був військовим, оскільки він був призначений для забезпечення надійного постачання та зв'язку маршруту між Монреалем та британською військово-морською базою в Кінгстоні.
Канал також служив в комерційних цілях. Каналом було легше користуватися, ніж річкою Святого Лаврентія у зв'язку з серією порогів між Монреалем і Кінгстоном. В результаті, канал Рідо став жвавою торговою артерією від Монреаля до Великих озер. До 1849 року, на порогах річки Святого Лаврентія були збудовані декілька шлюзів, і комерційні вантажовідправники перейшли на цей більш прямий шлях.

## Галерея

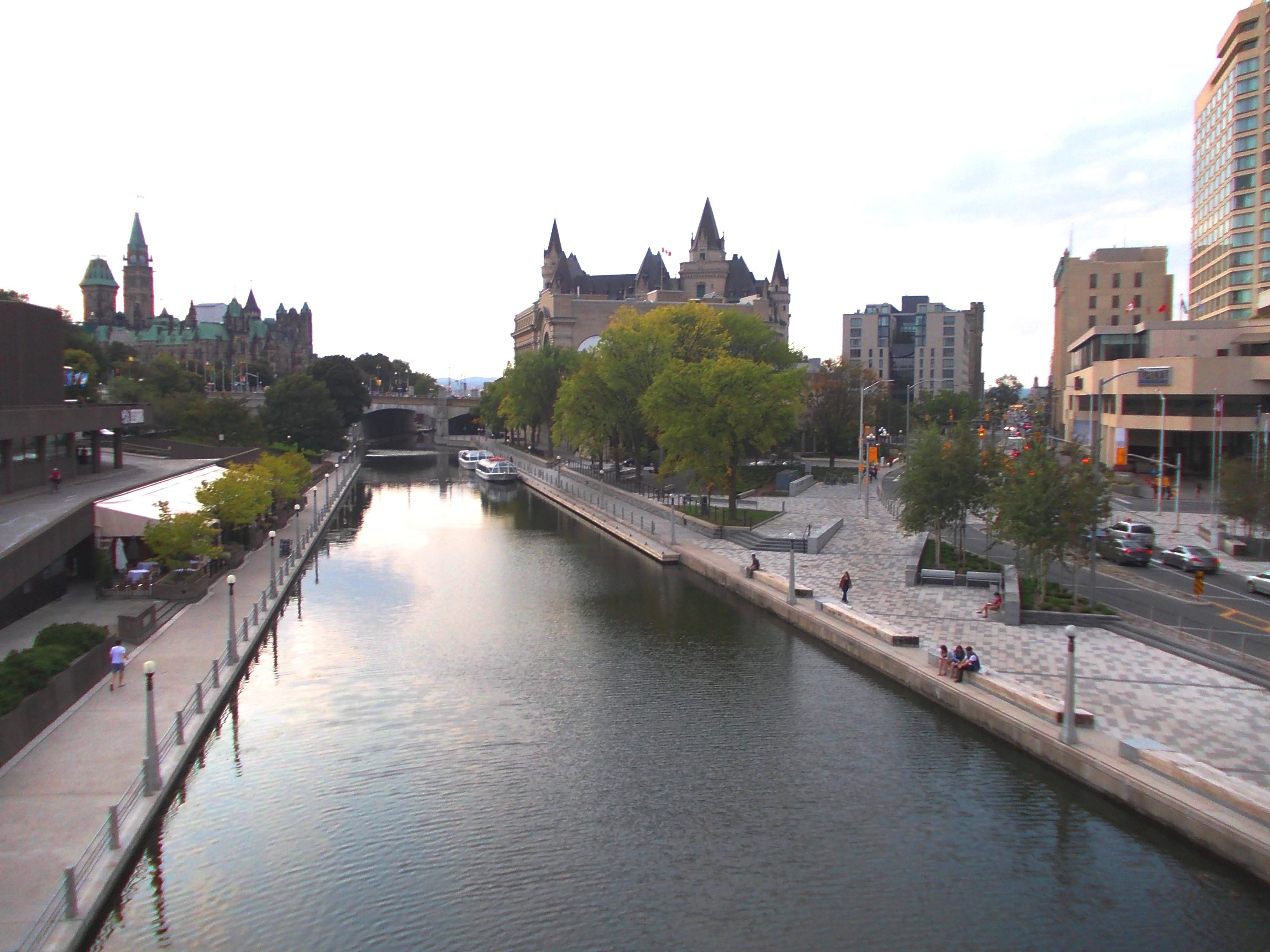
Канал Рідо
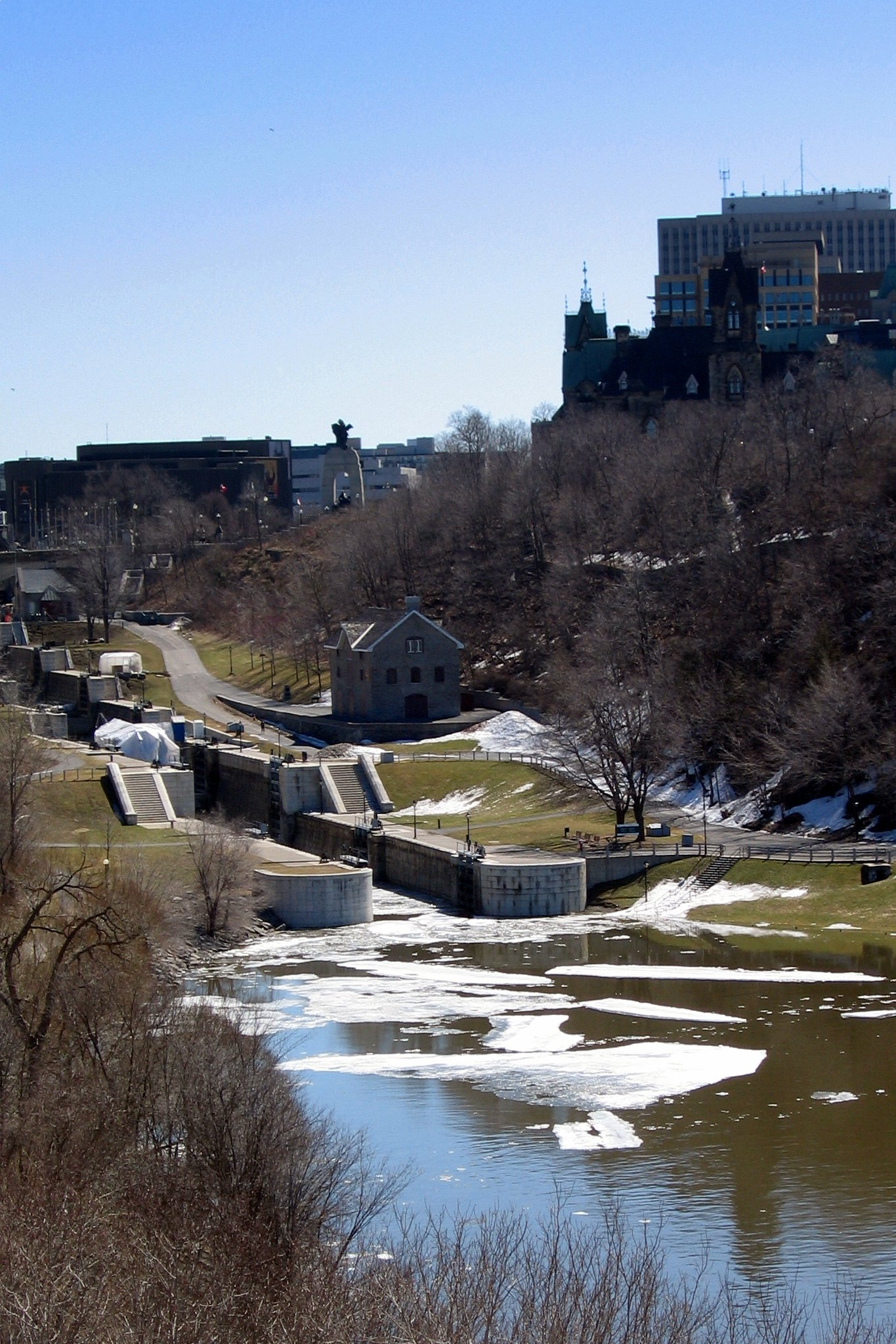
Перші щлюзи біля річка Оттава, Шлюзи 1-8
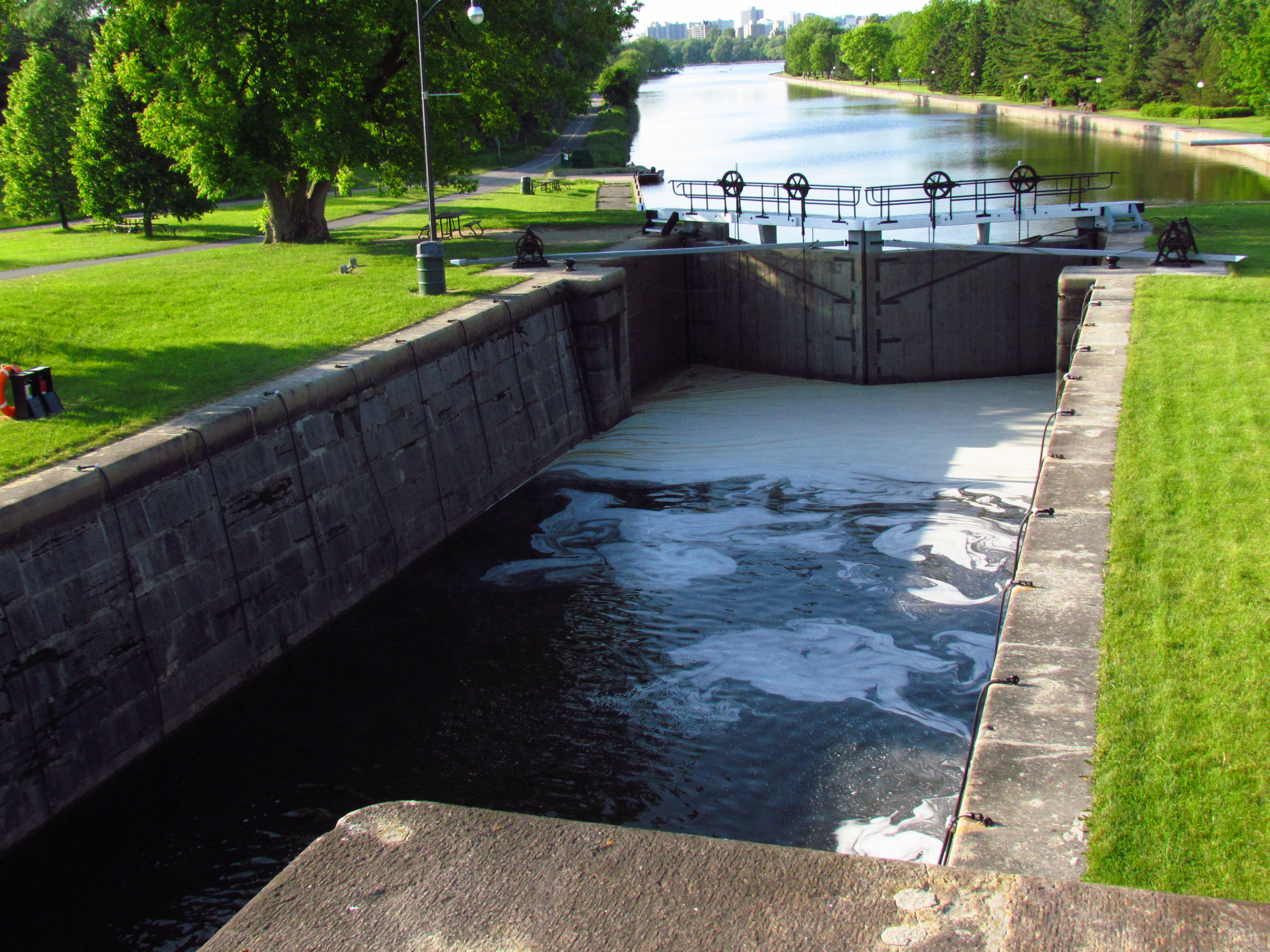
Шлюзи Гартвел, Канал Рідо
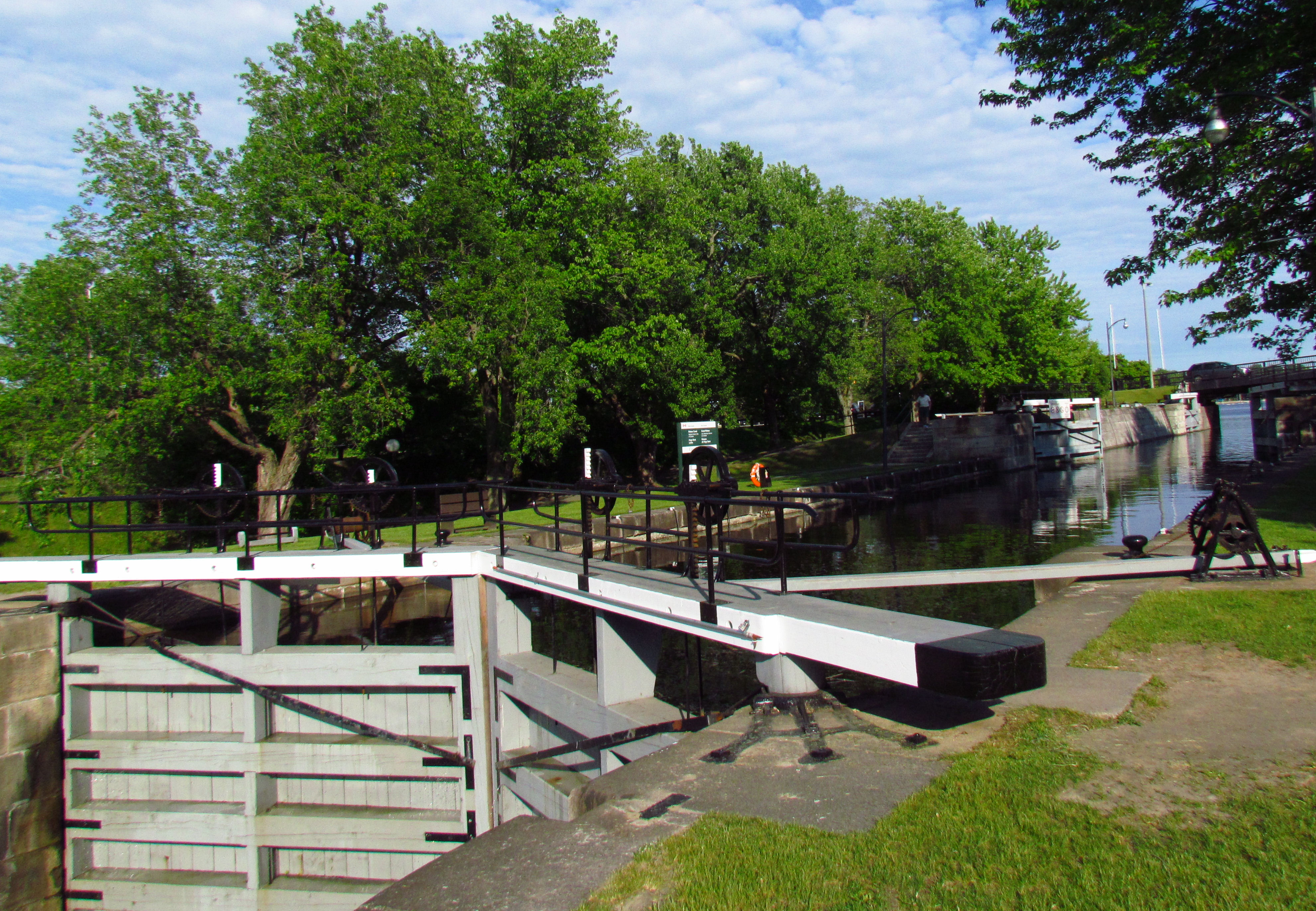
Шлюзи Гогс-Бак, Канал Рідо
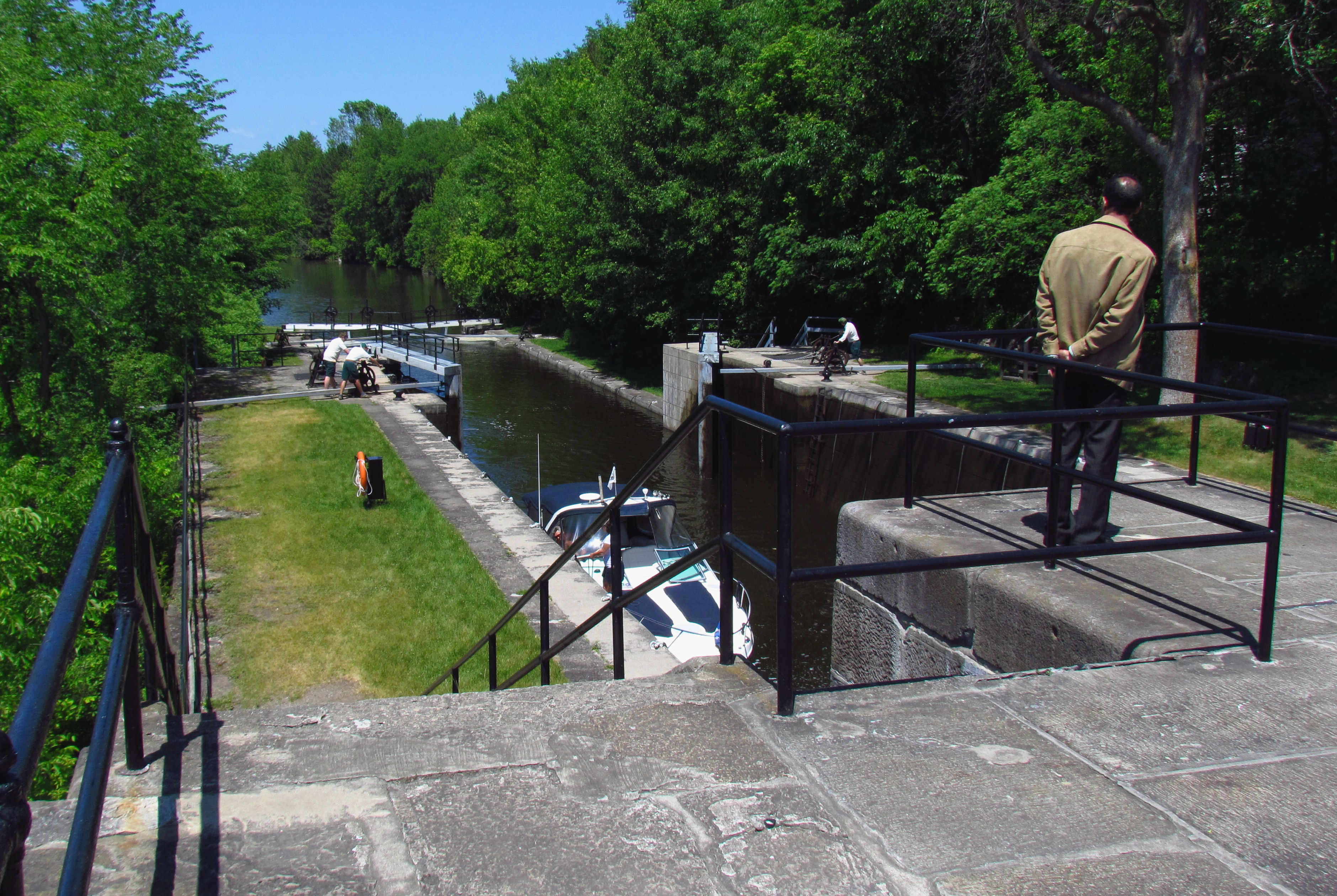
Шлюзи Лонг-Айланд. Шлюзи 14–16
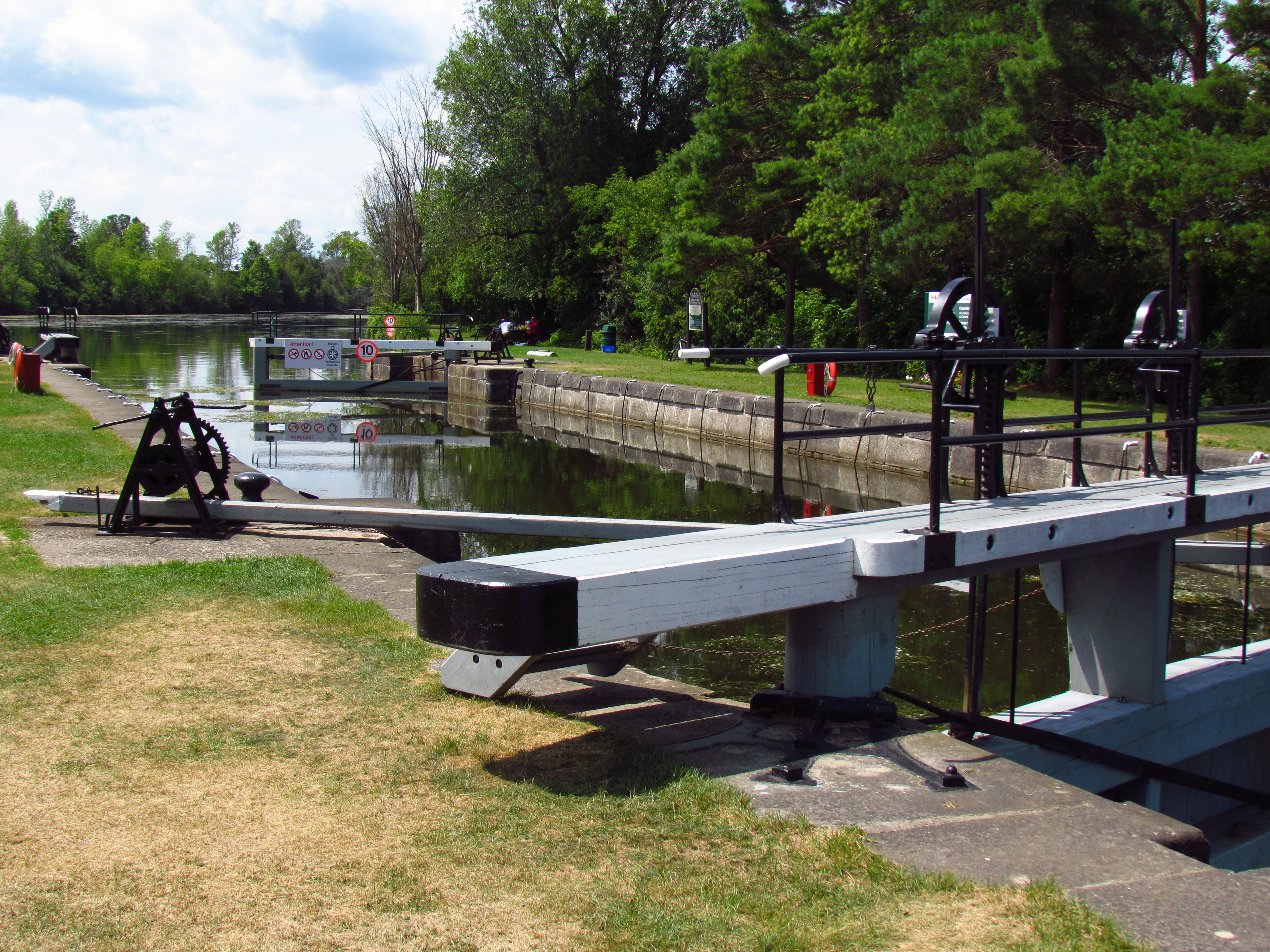
Шлюз. Берітс-Рапидс. Шлюз 17
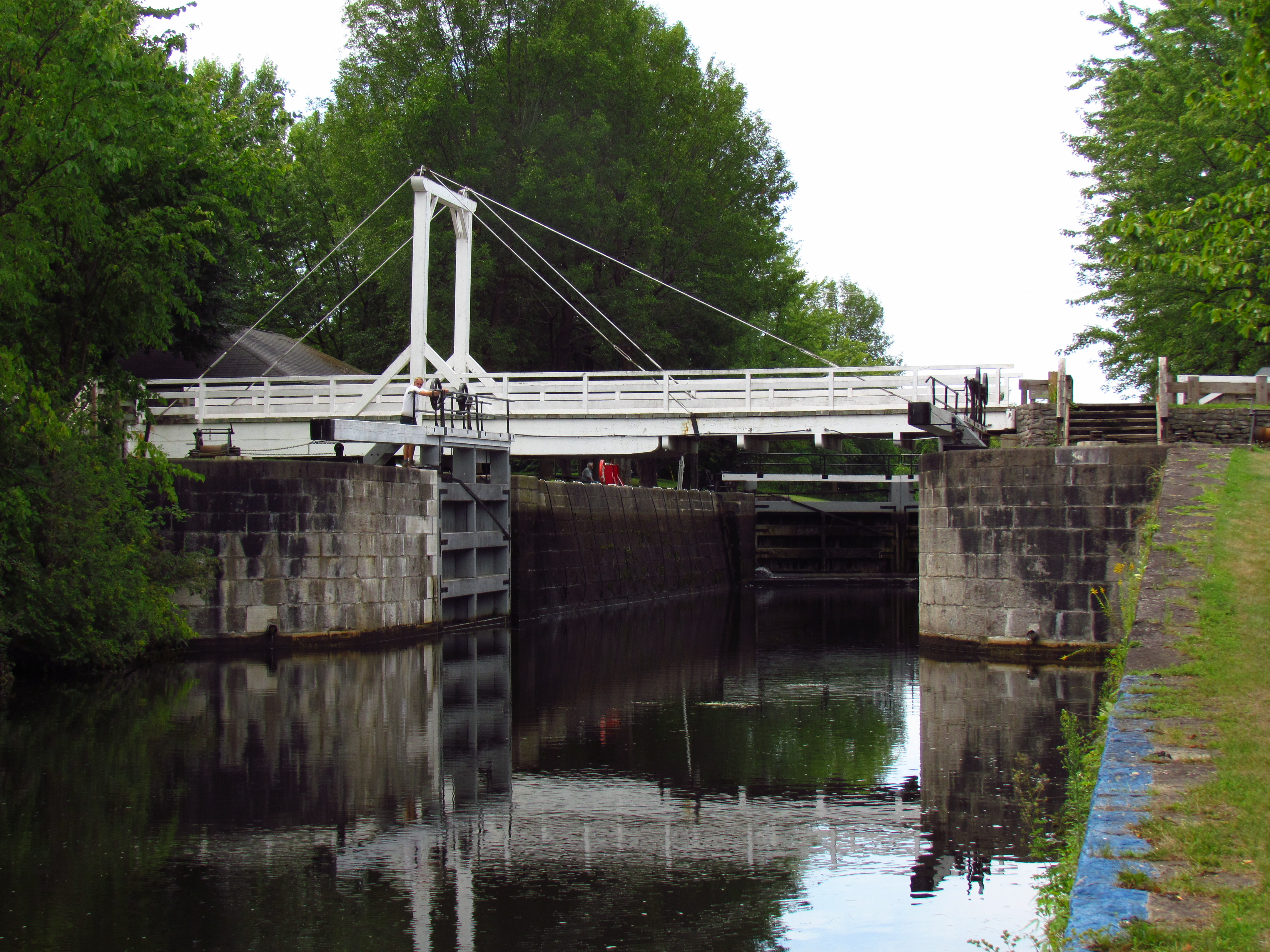
Шлюз Верхня Ніколсонса. Шлюз 18
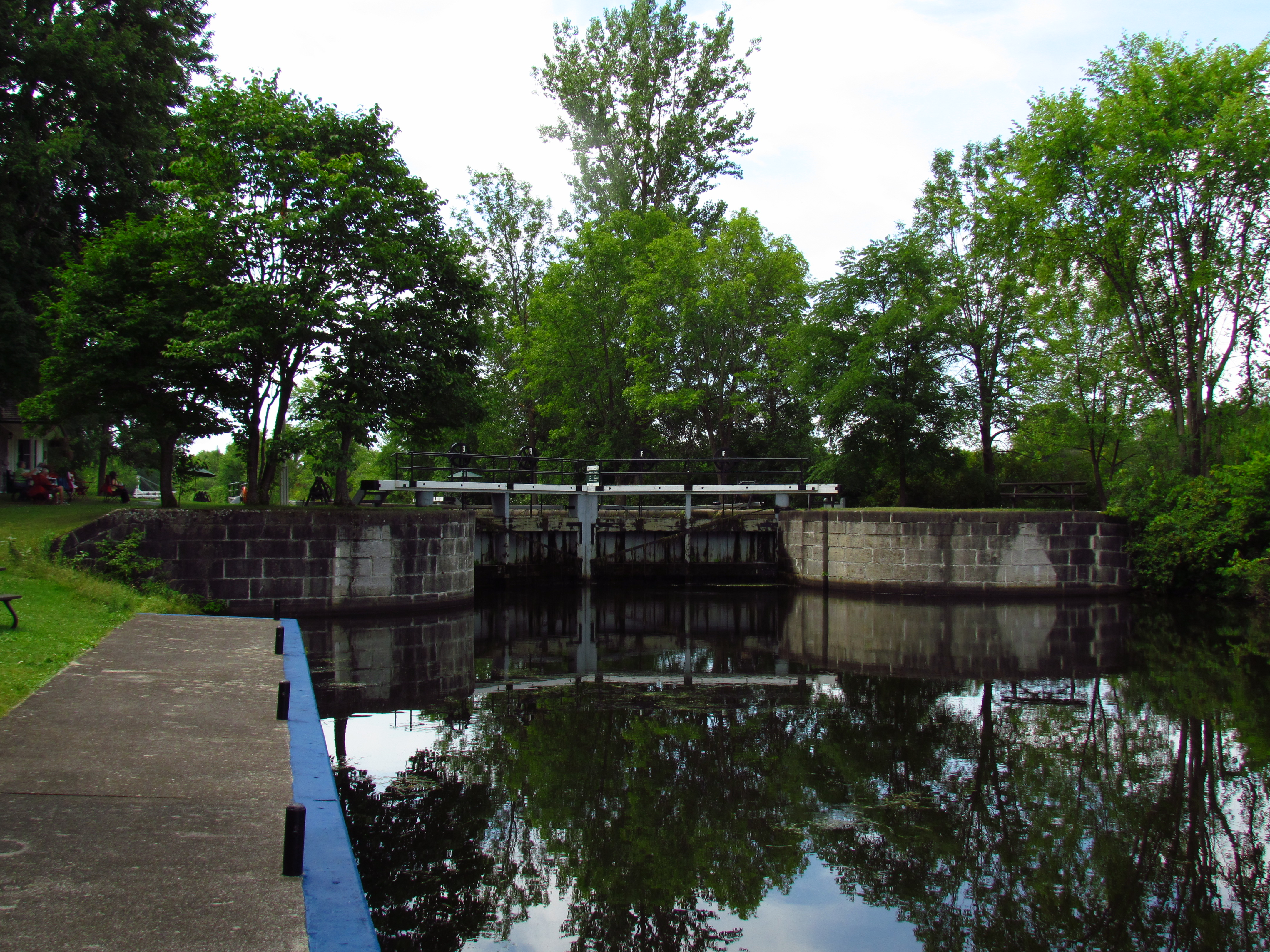
Шлюз Нижня Ніколсонса. Шлюз 19
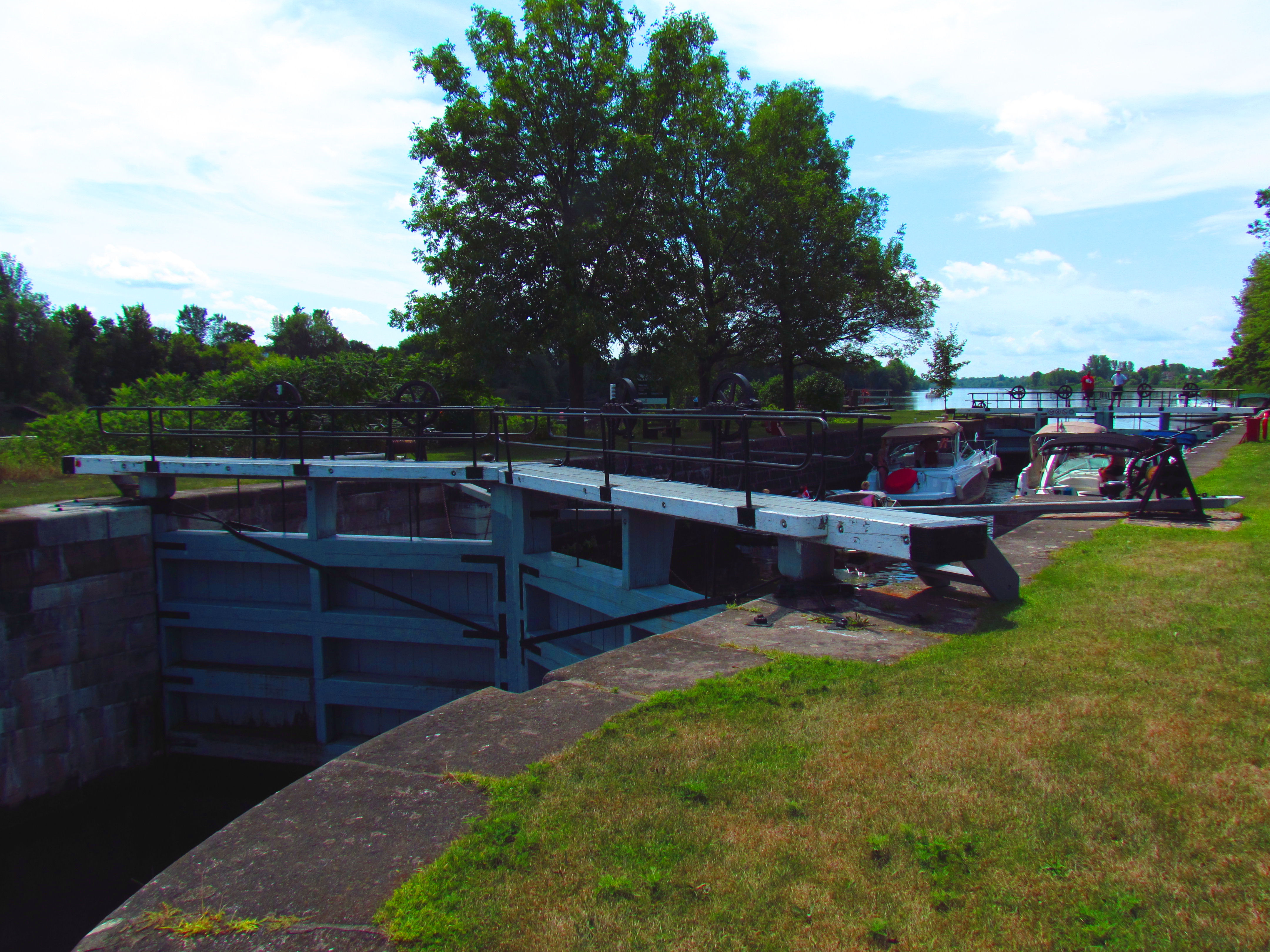
Шлюз Клоса. Шлюз 20
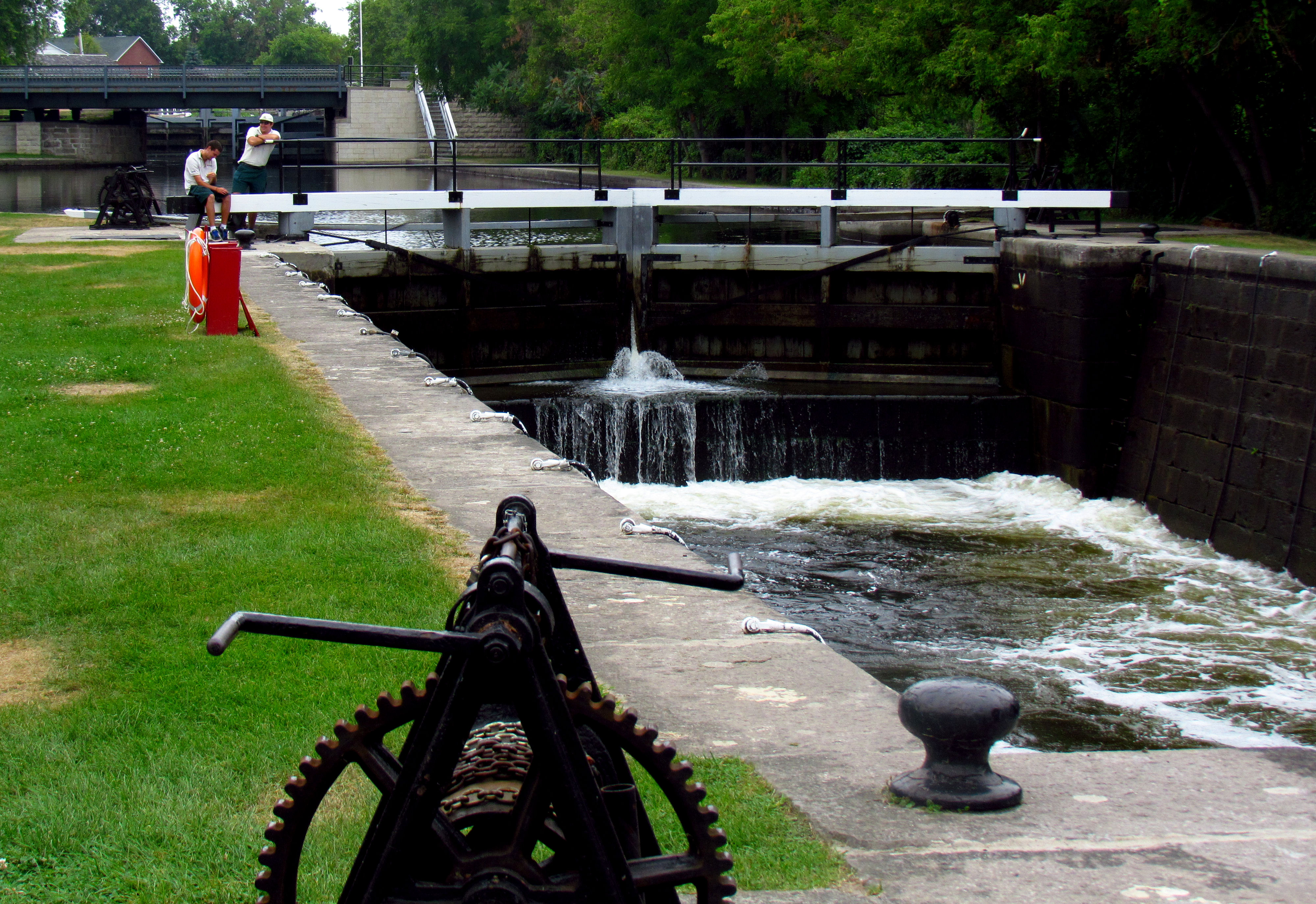
Мериквіль Шлюзи, Шлюз 21 до 22
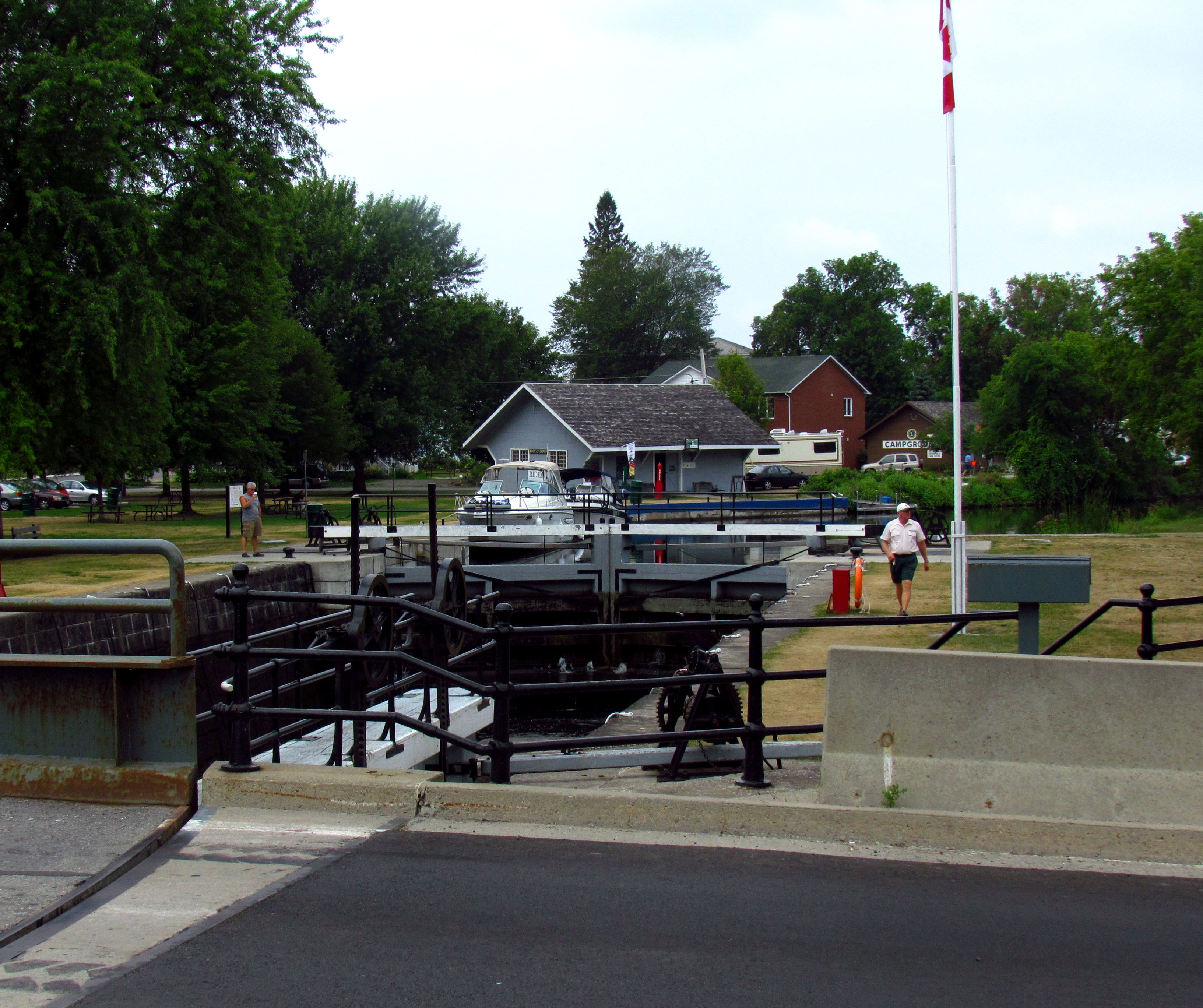
Мериквіль Шлюз, Шлюз 23, біля Блокгауз
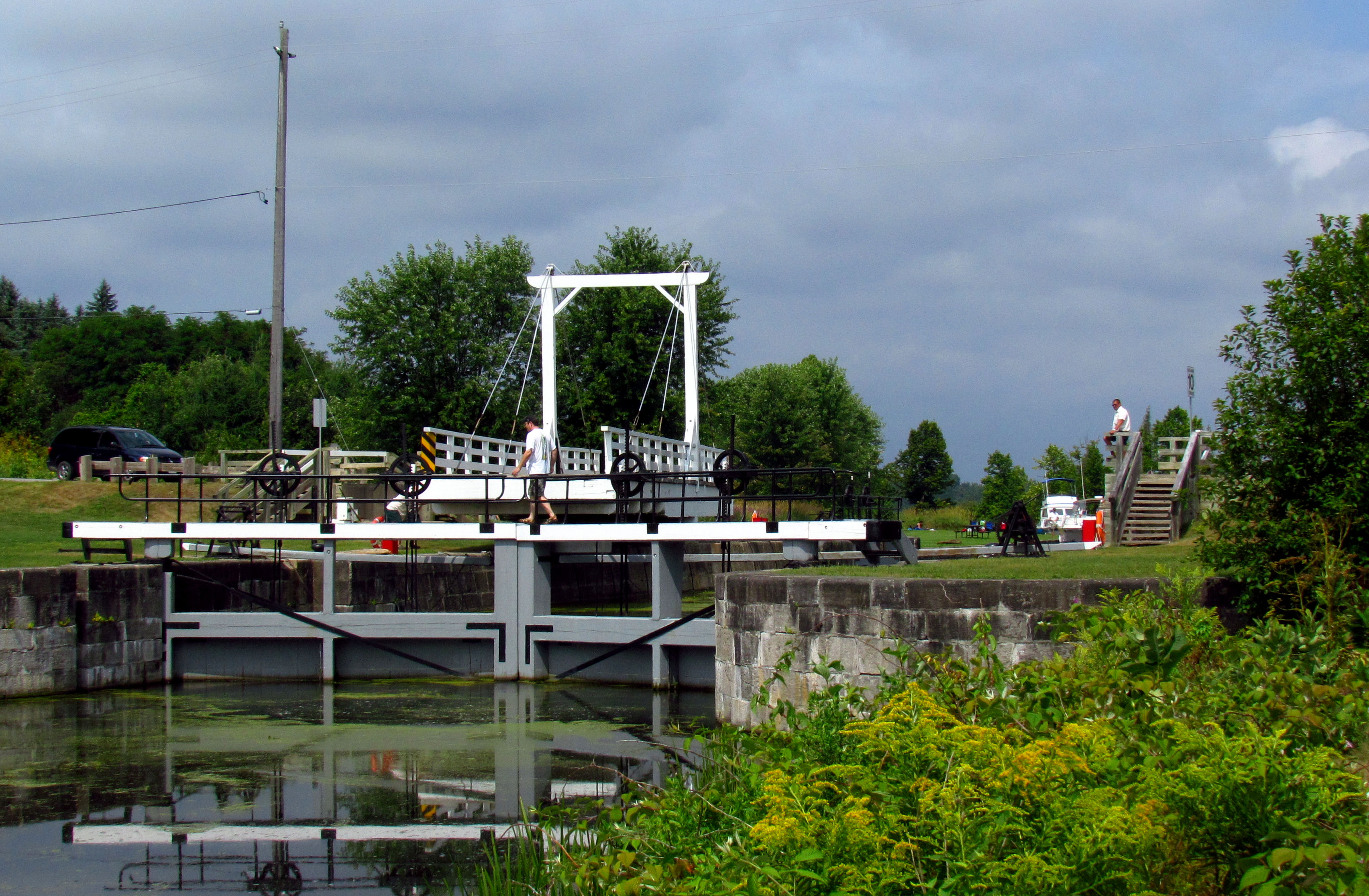
На Кілмарнок, Шлюз 24
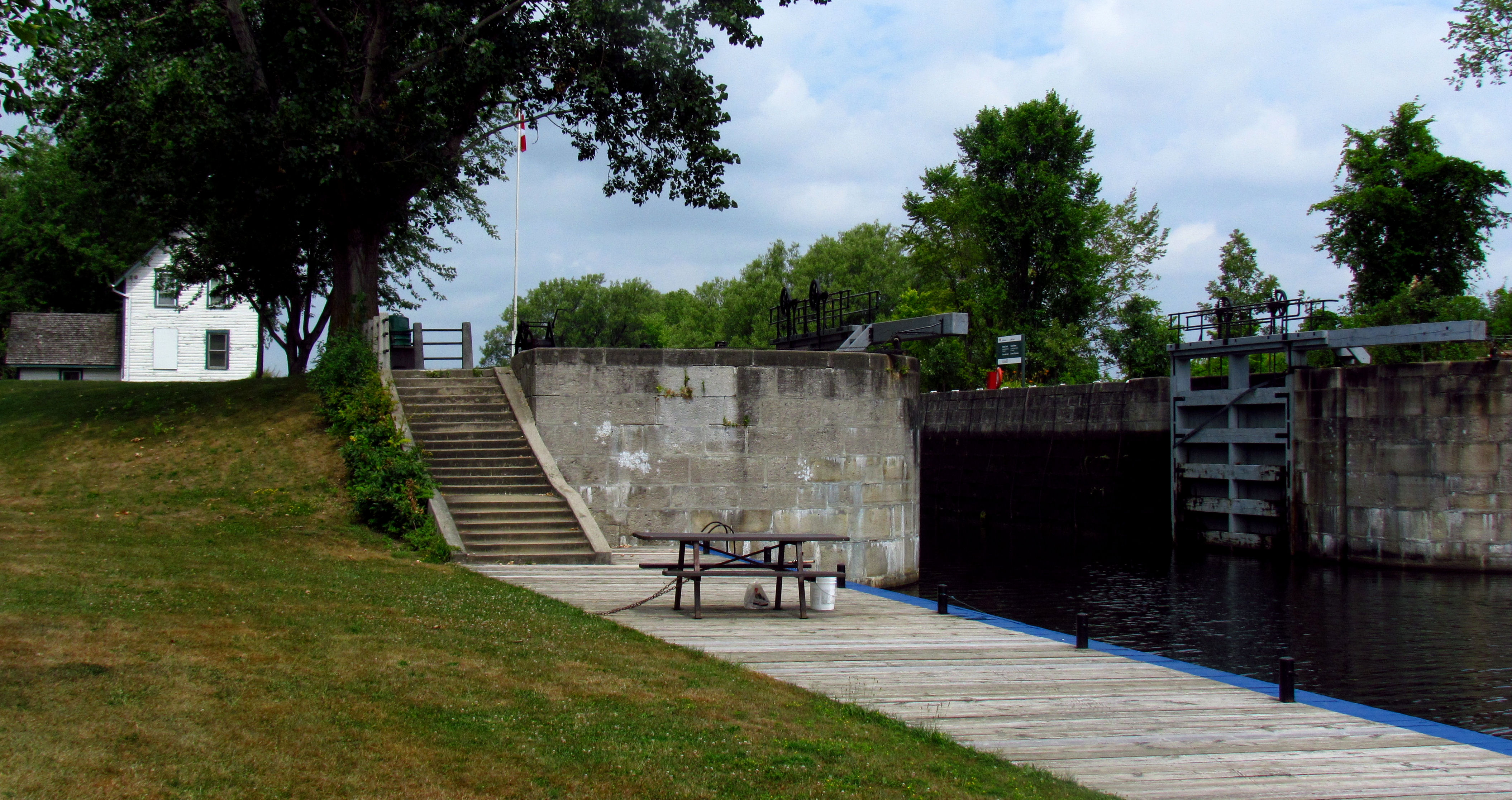
На Едмондс, Шлюз 25
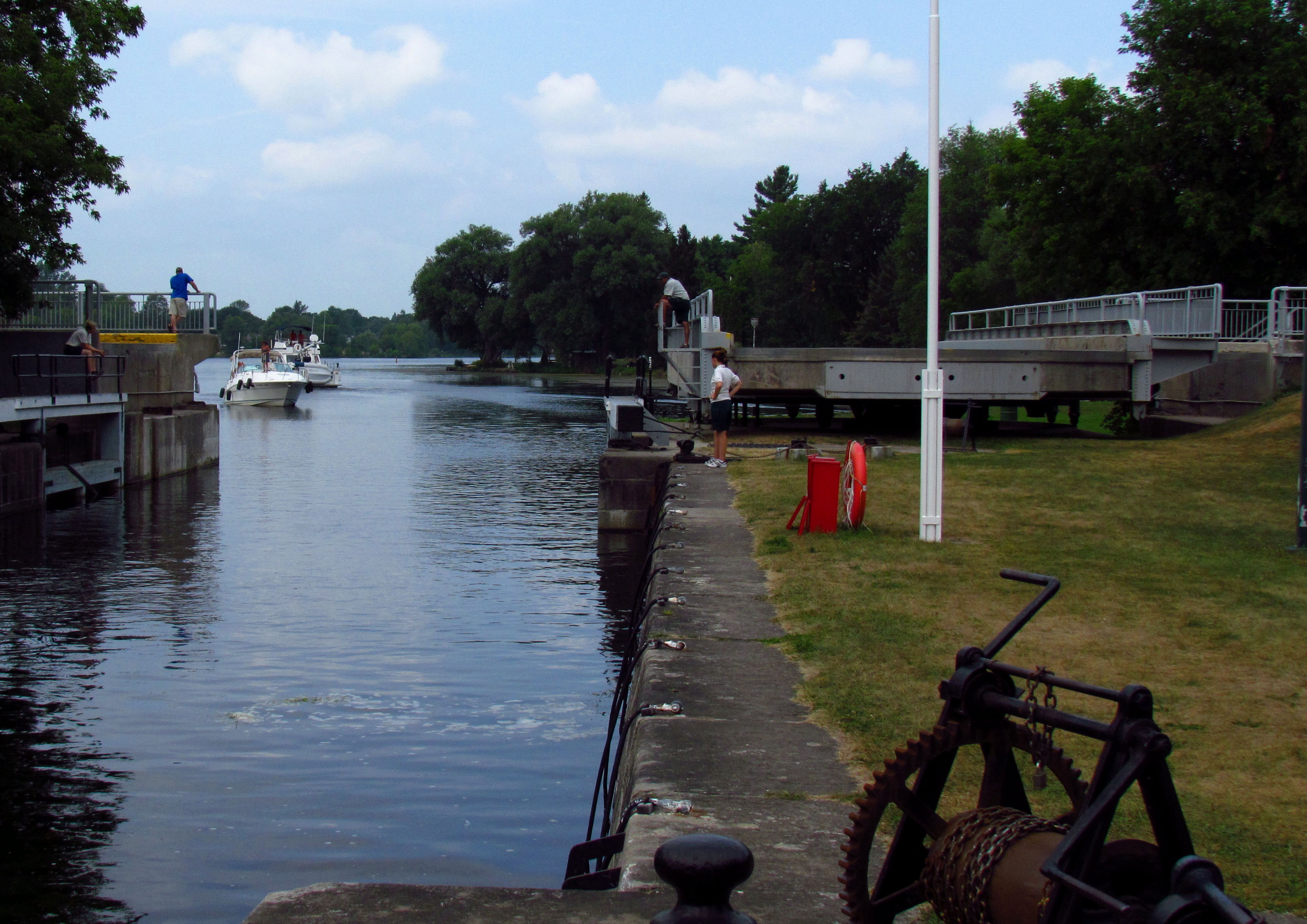
Старий Слис Шлюз, Шлюзи 27, 26 не відображено.
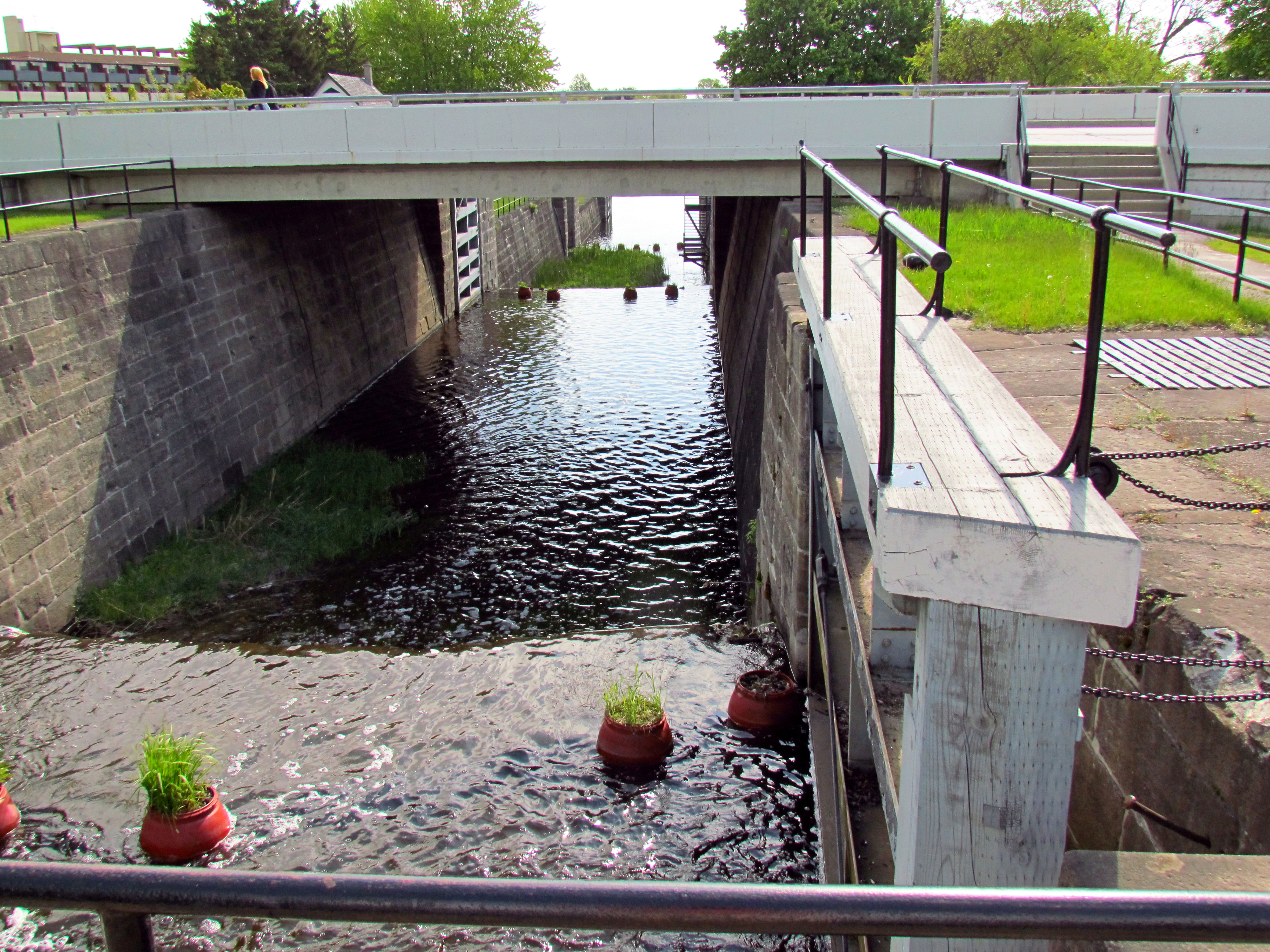
неактивні Шлюзи на Смит-Фалс, Шлюзи 28 до 30
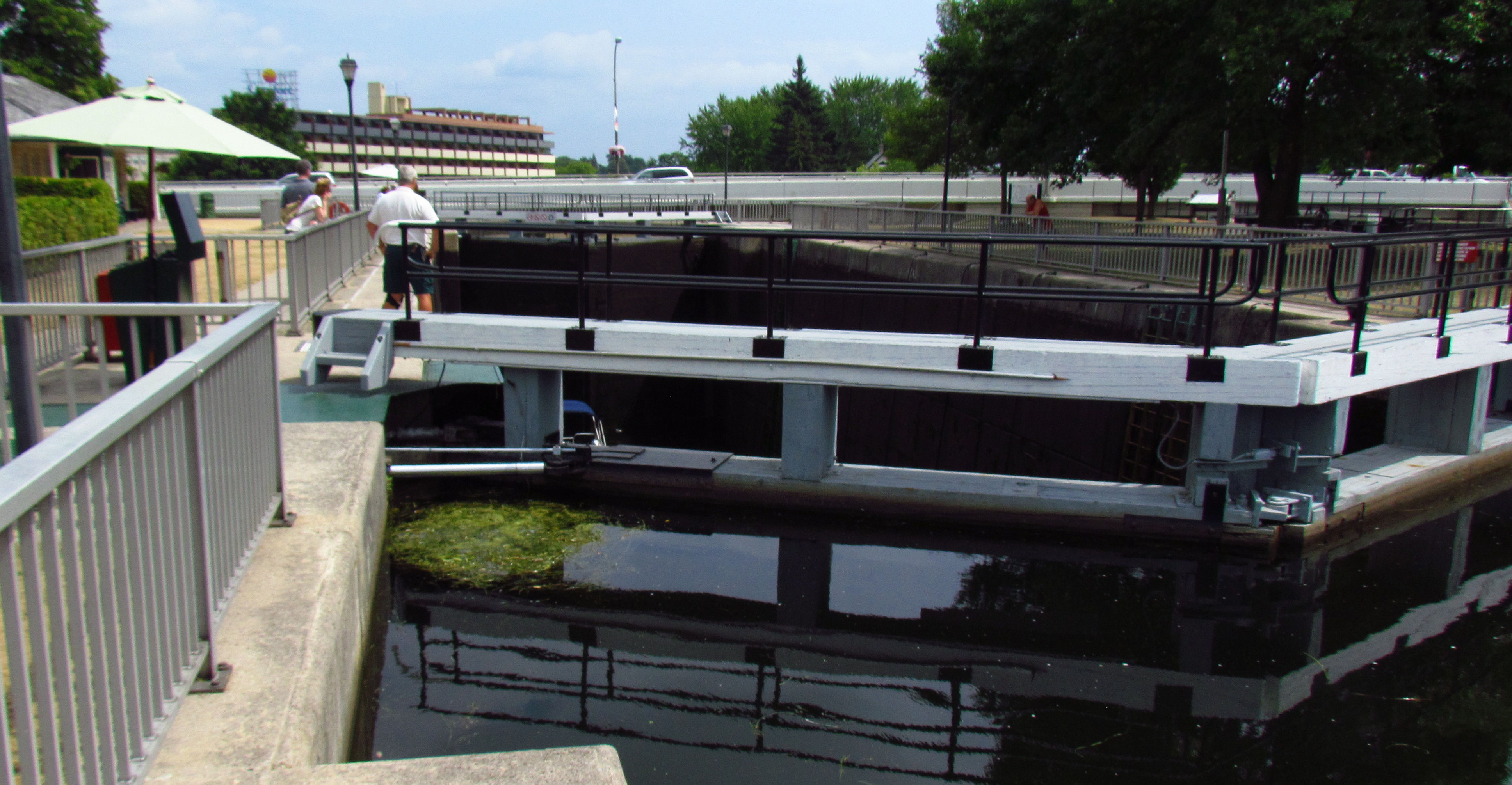
На Смит-Фалс, Шлюз 29a, замінені 28 до 30
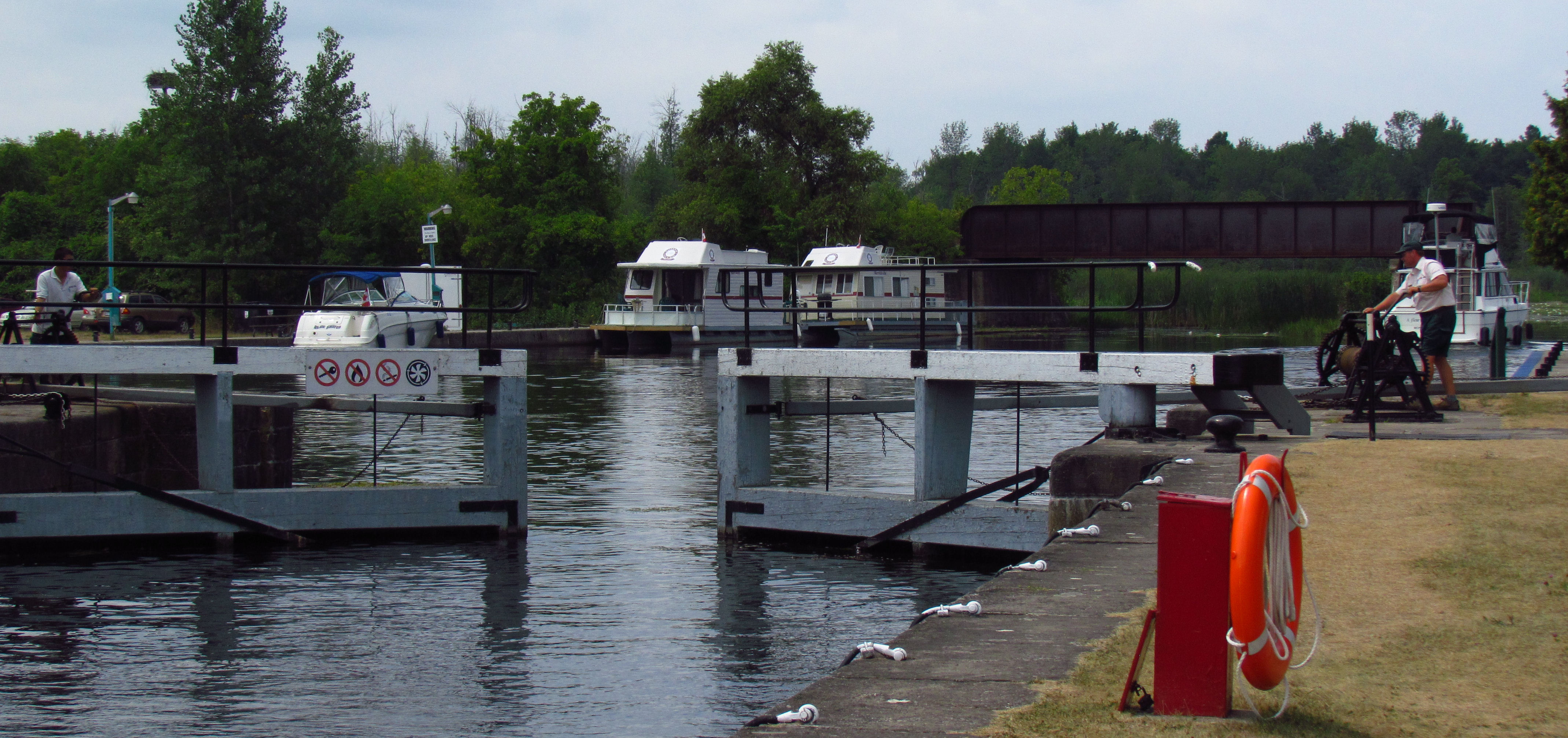
На Смит-Фалс, Шлюз 31
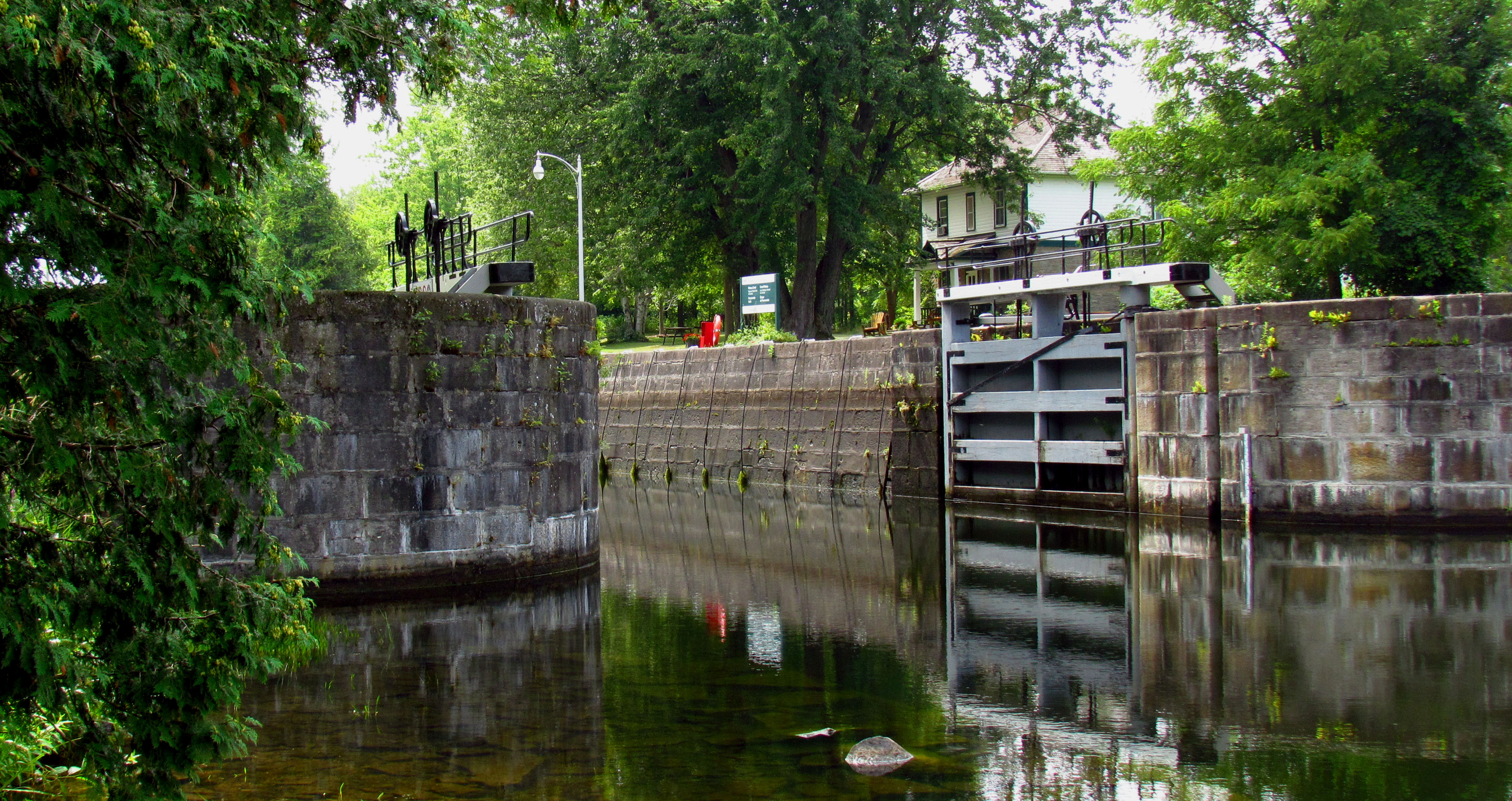
На Пунамалі, Шлюз 32 (Шлюзи 33 й 34 міс. на Канал Трей)
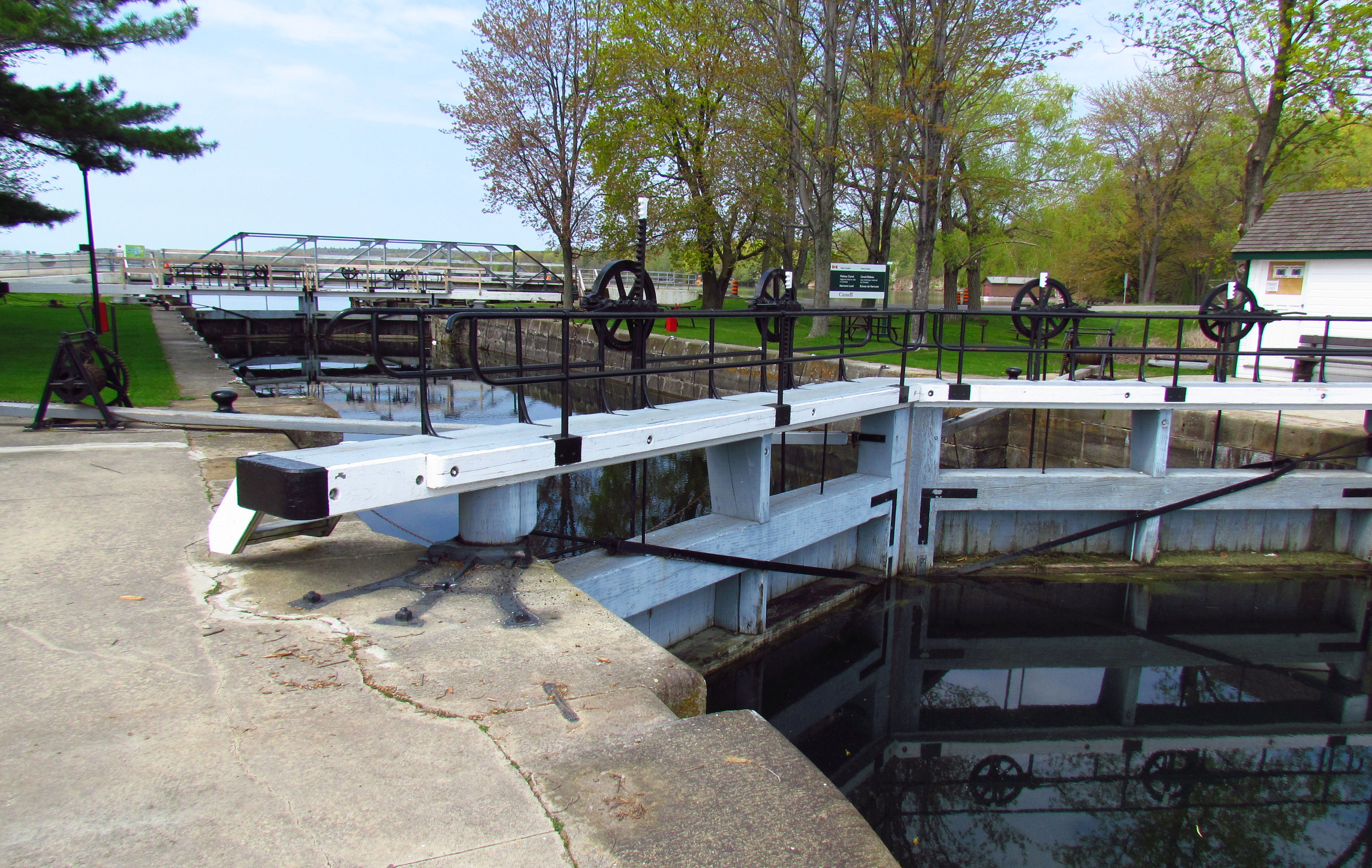
На Рідо-Наррос, Шлюз 35
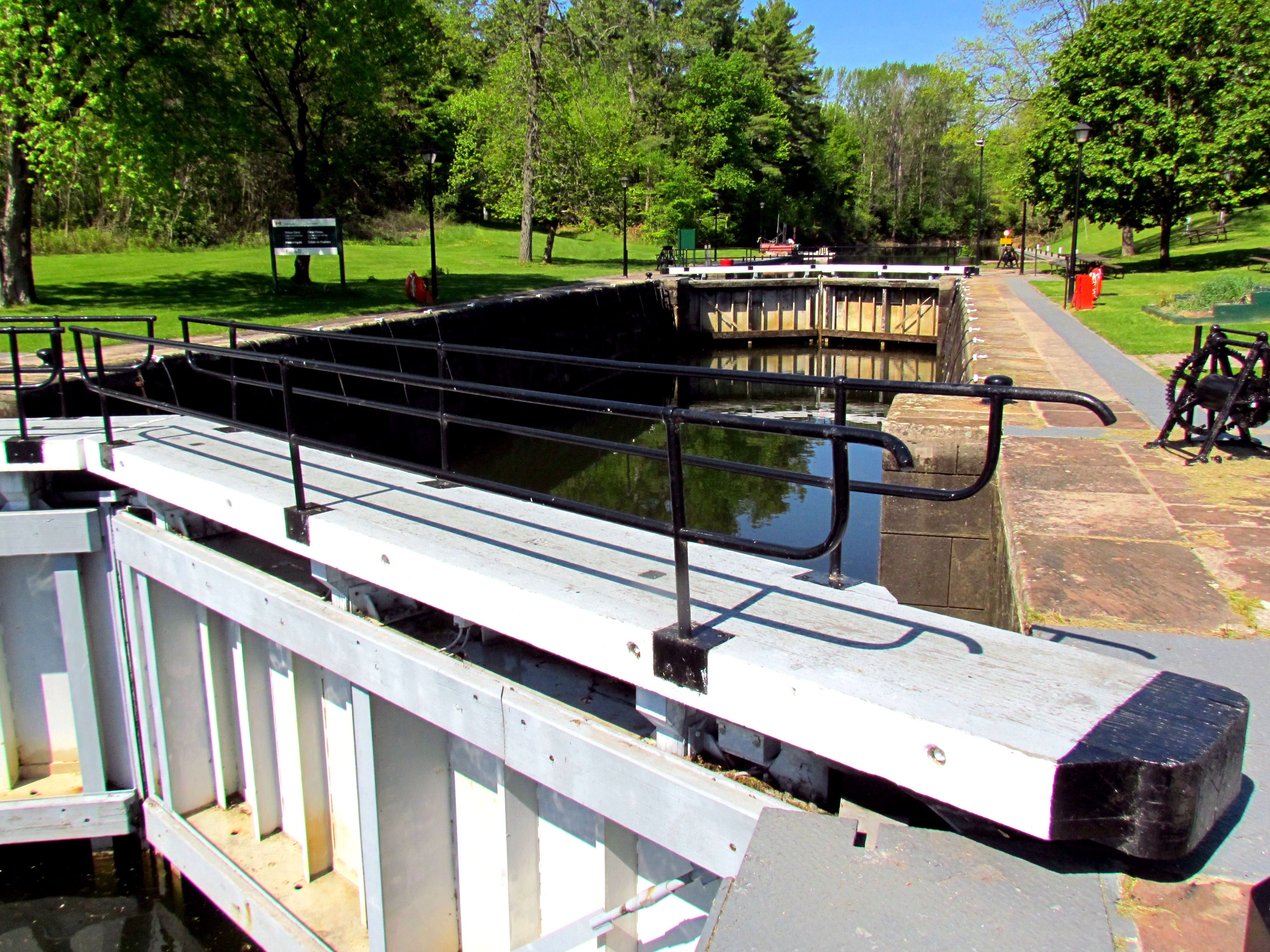
На Ньюборо, Шлюз 36
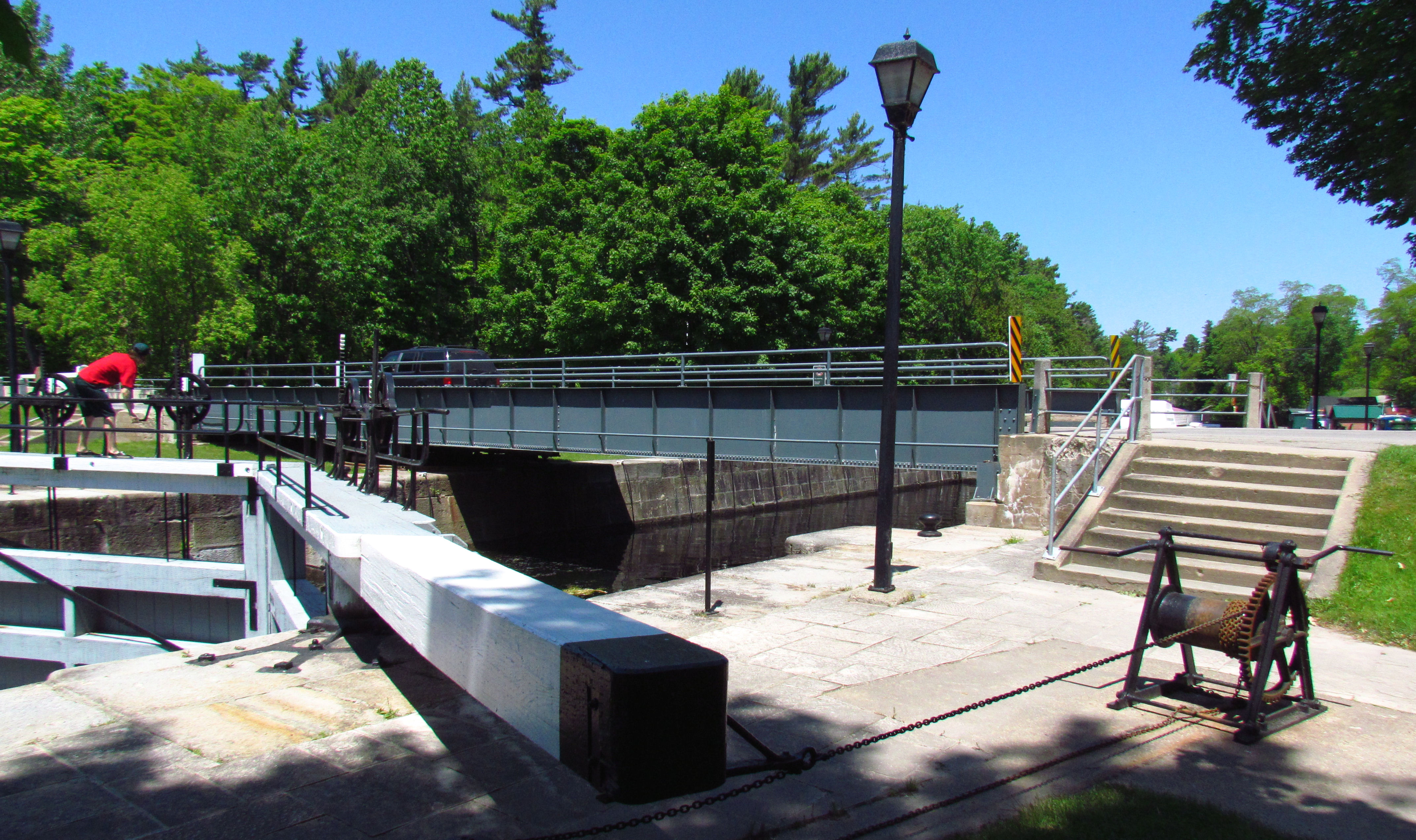
На Чафійс, Шлюз 37
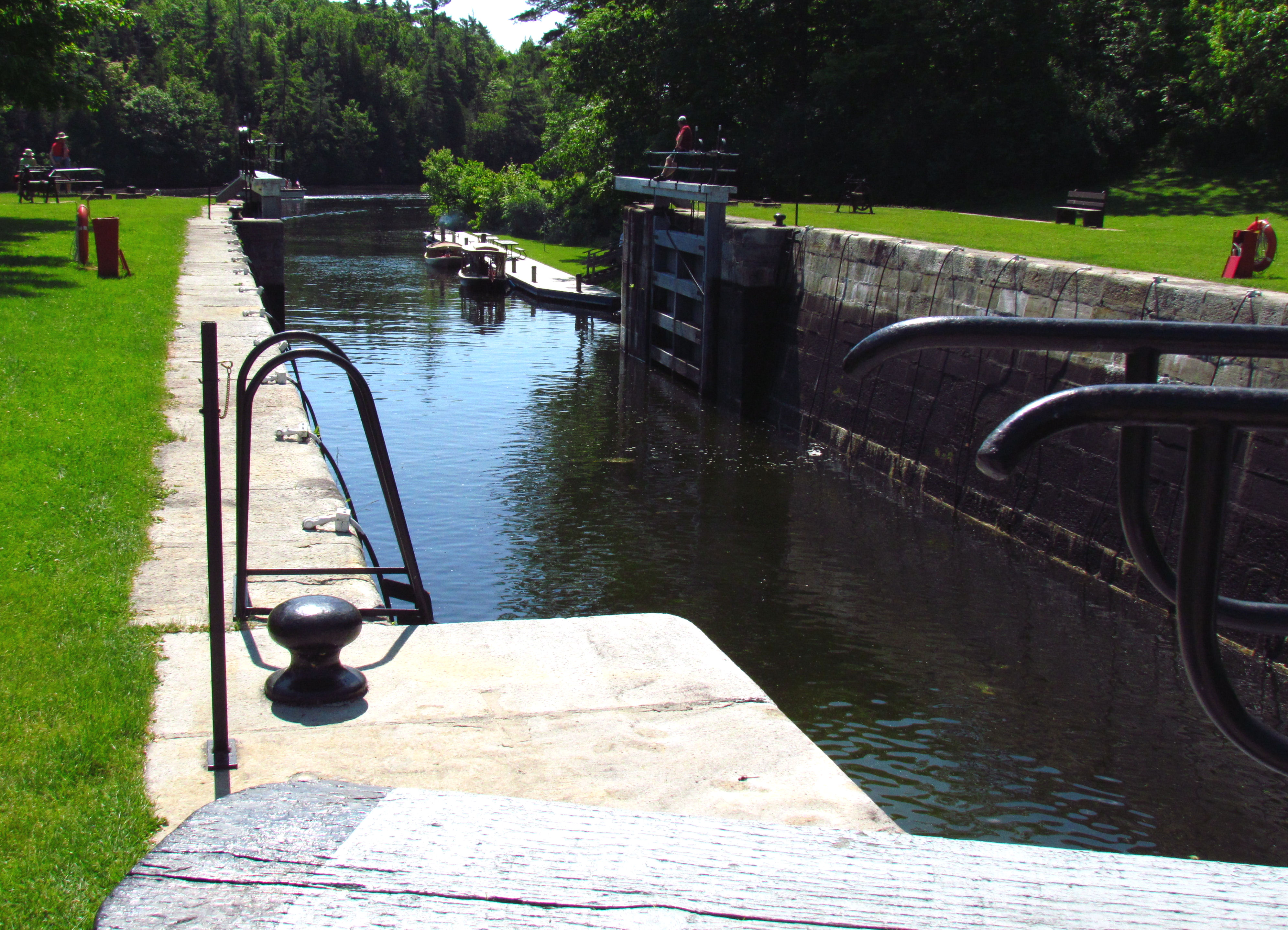
На Дайвес, Шлюз 38
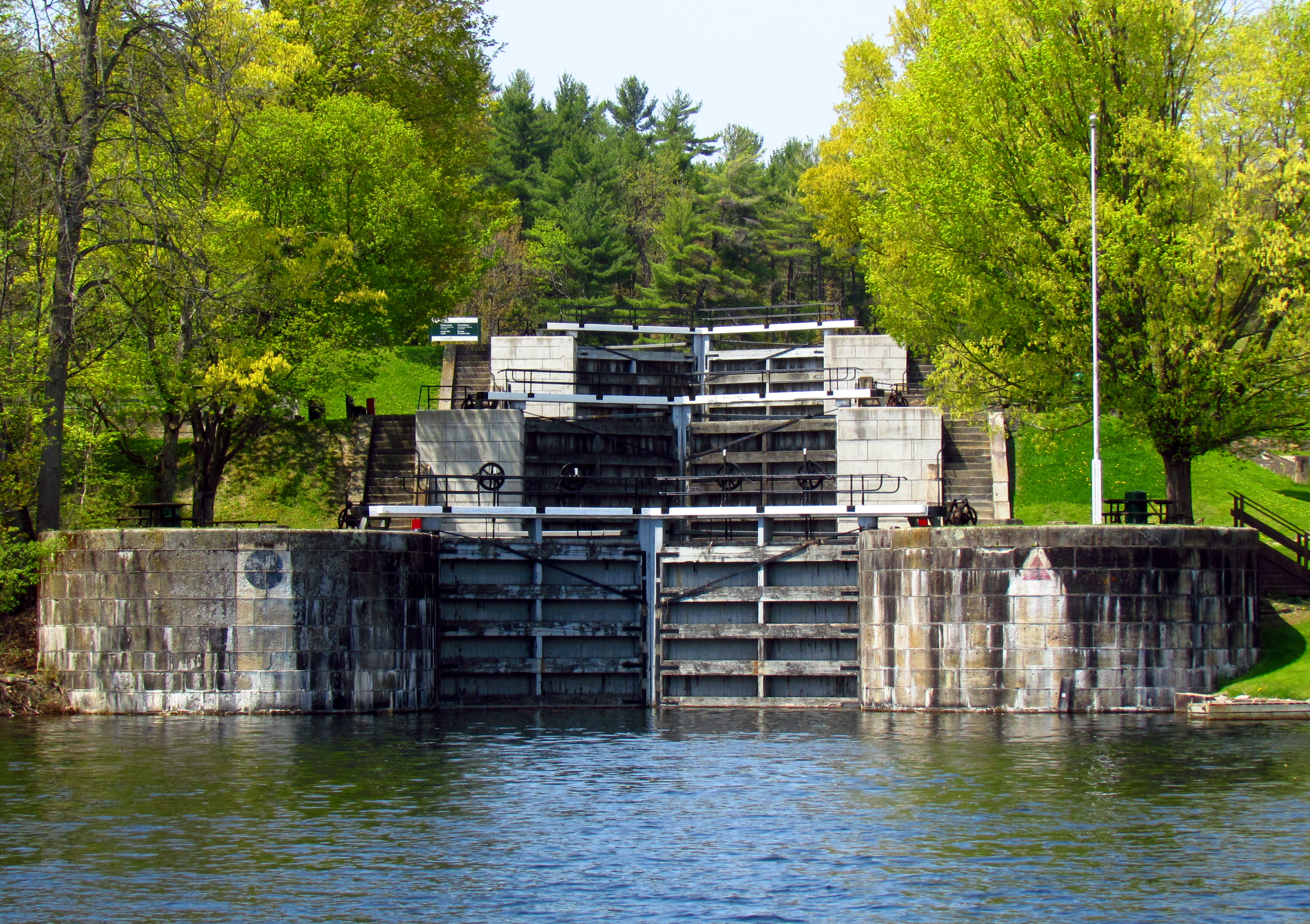
На Джонс-Фалс, Шлюзи 40–42, 39 не відображено.
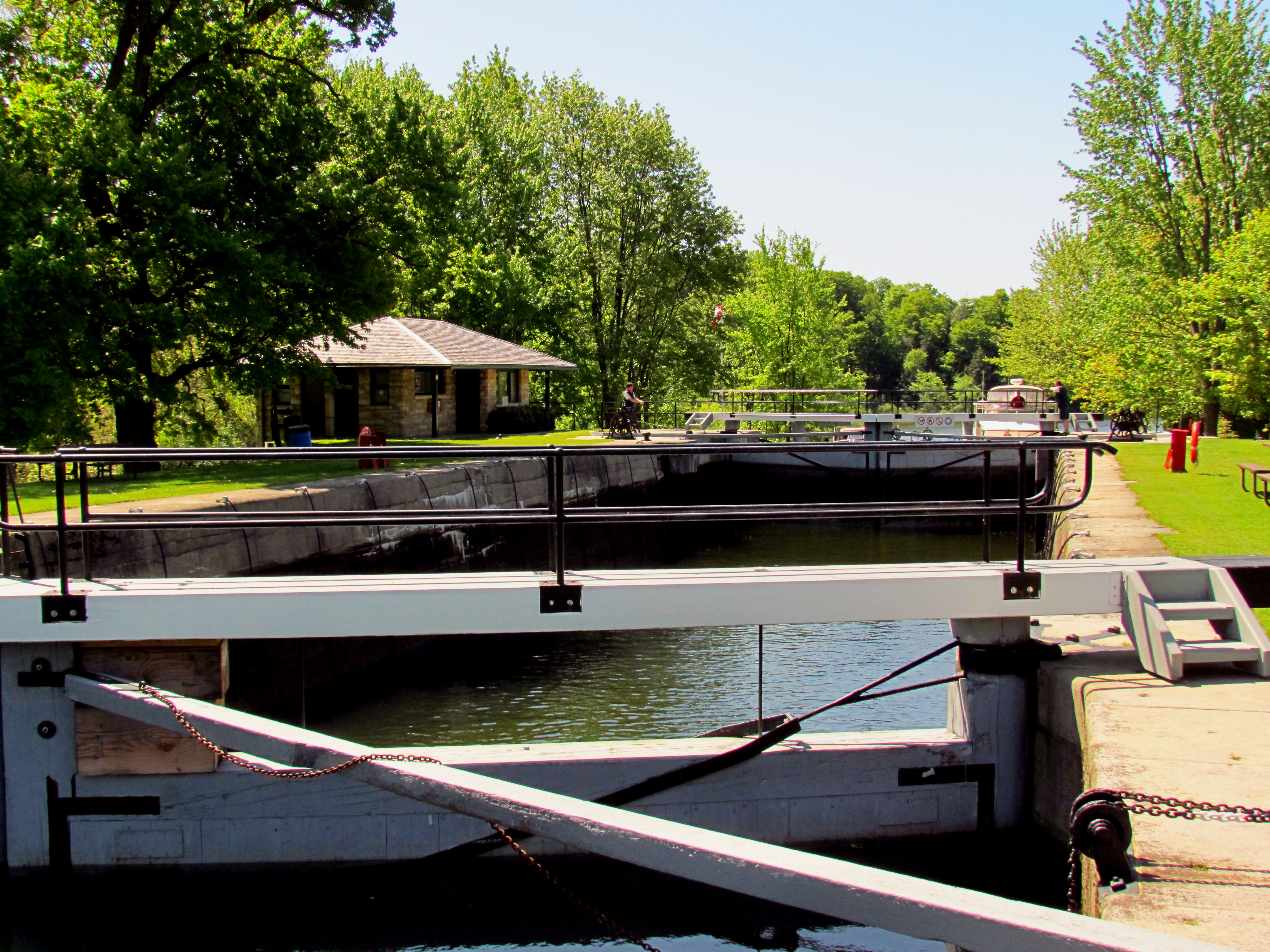
Верхня Бруерс Шлюзи, Шлюзи 43–44
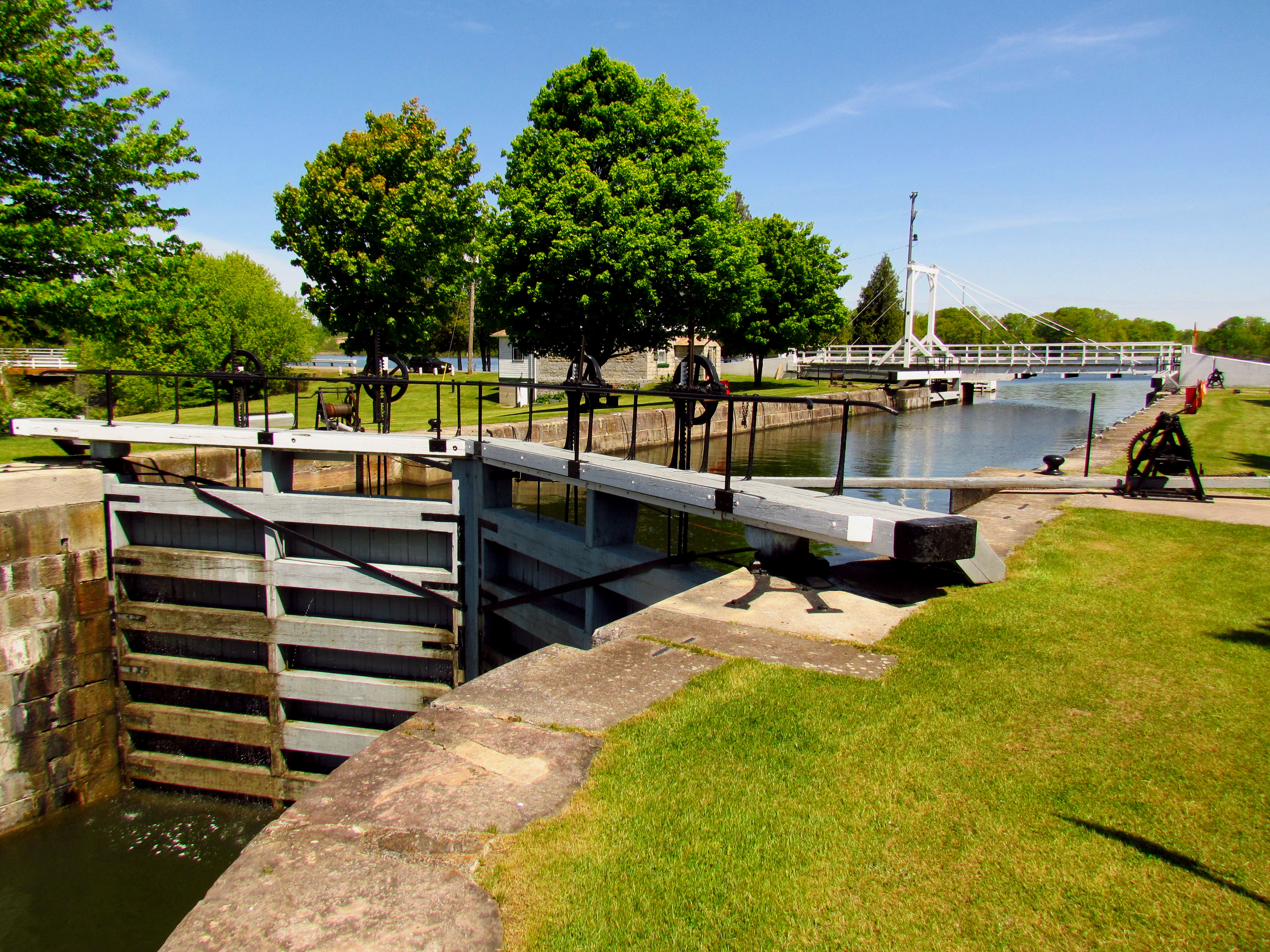
Нижня Бруерс Шлюз, Шлюз 45
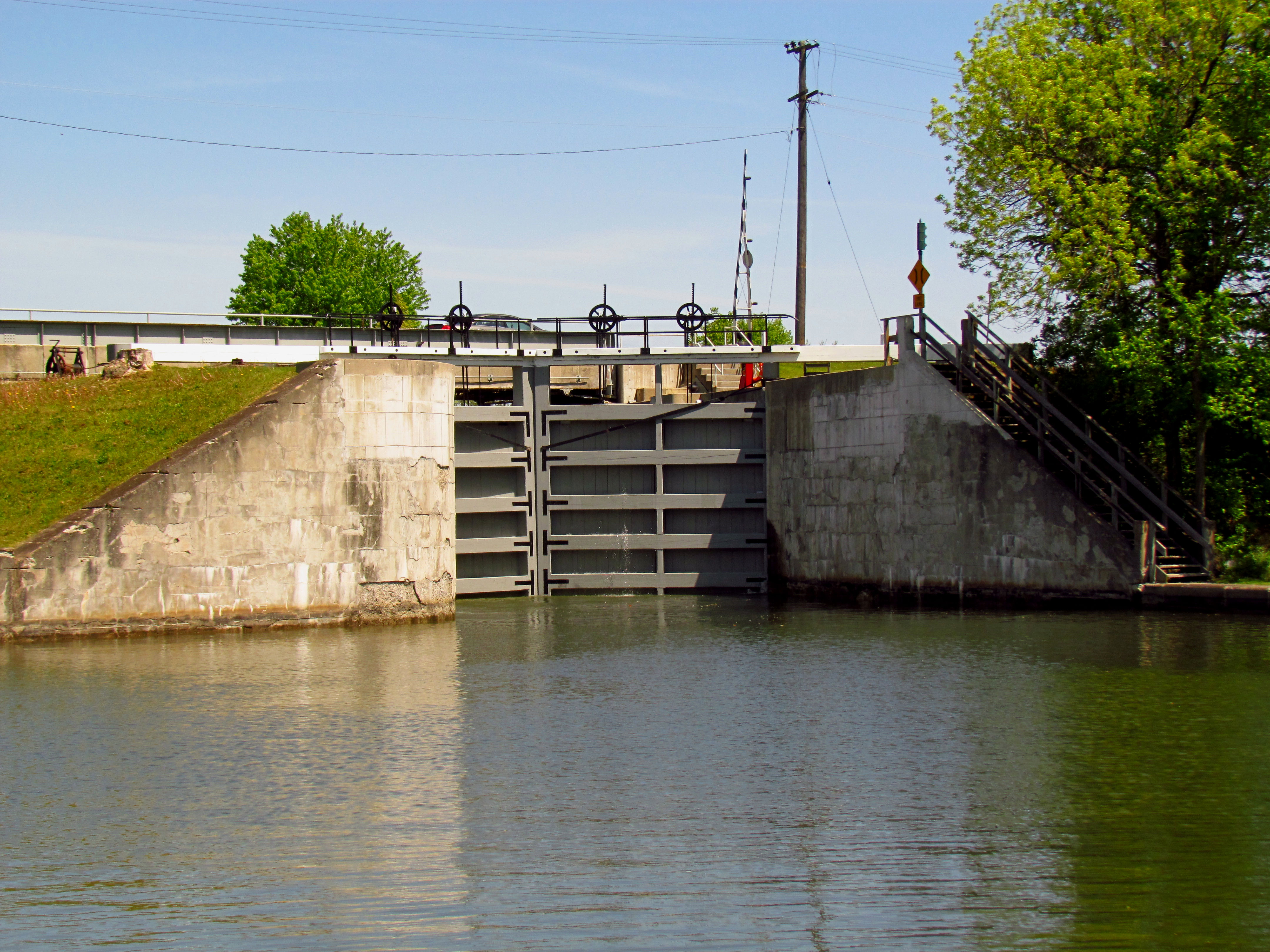
Верхня Кінгстон-Мілс Upper Шлюз, Шлюз 46
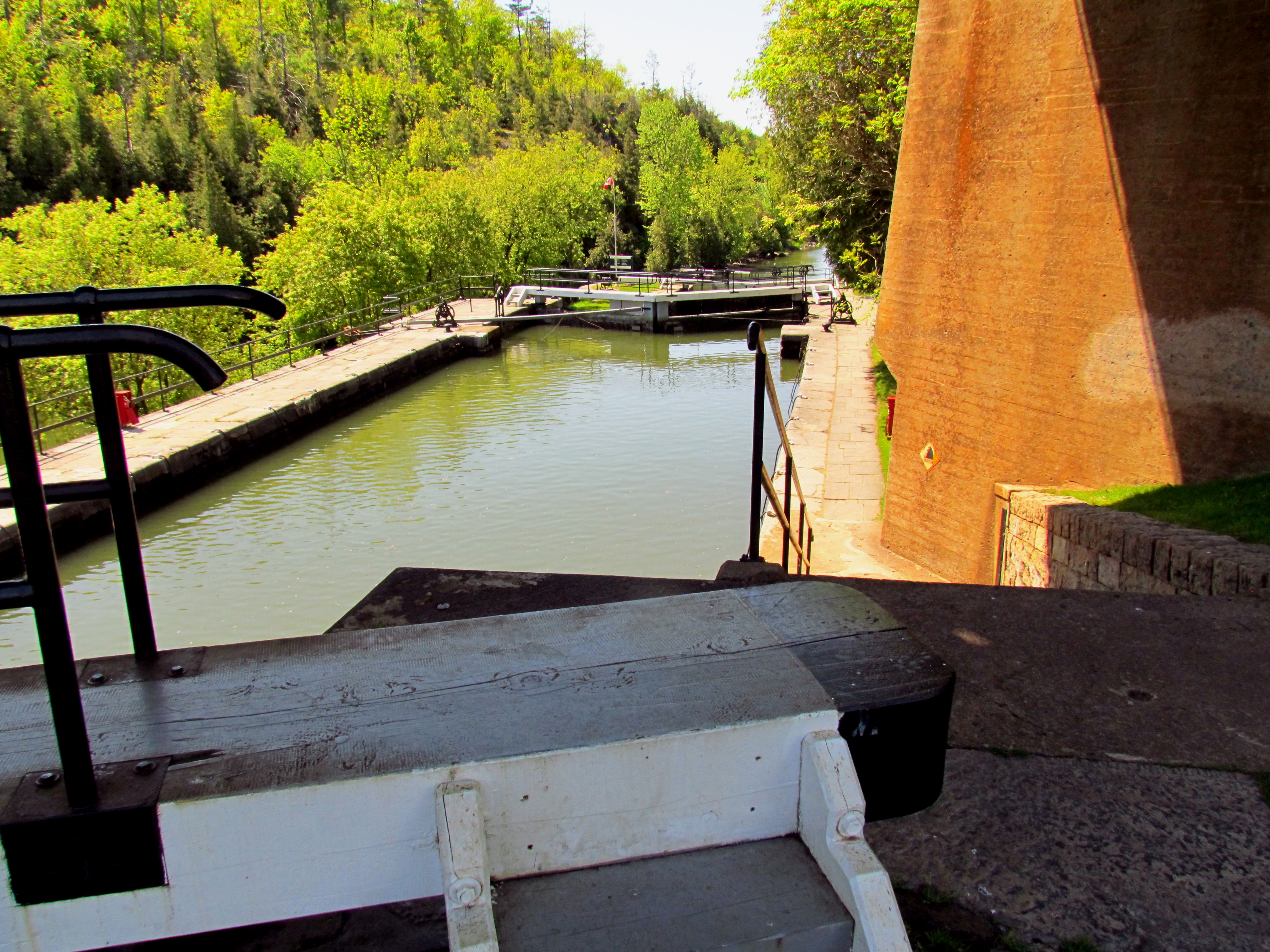
Нижня Кінгстон-Мілс Шлюзи, Шлюз 47–49